# Собор Святого Петра
Собор Святого Петра (лат. Basilica Sancti Petri, итал. Basilica di San Pietro; Базилика Святого Петра) — католический собор, центральное и наиболее крупное сооружение Ватикана, вторая по площади христианская церковь в мире (после Нотр-Дам-де-ла-Пэ (Ямусукро)). Одна из четырёх великих папских базилик Рима и церемониальный центр Римско-католической церкви.
Занимает первое место в списке семи паломнических базилик Рима. Над его созданием трудилось несколько поколений великих мастеров: Браманте, Рафаэль, Микеланджело, Бернини, Мадерна. Вместимость — около 15 тысяч человек внутри собора и 60 тысяч человек на площади.

## История и архитектура

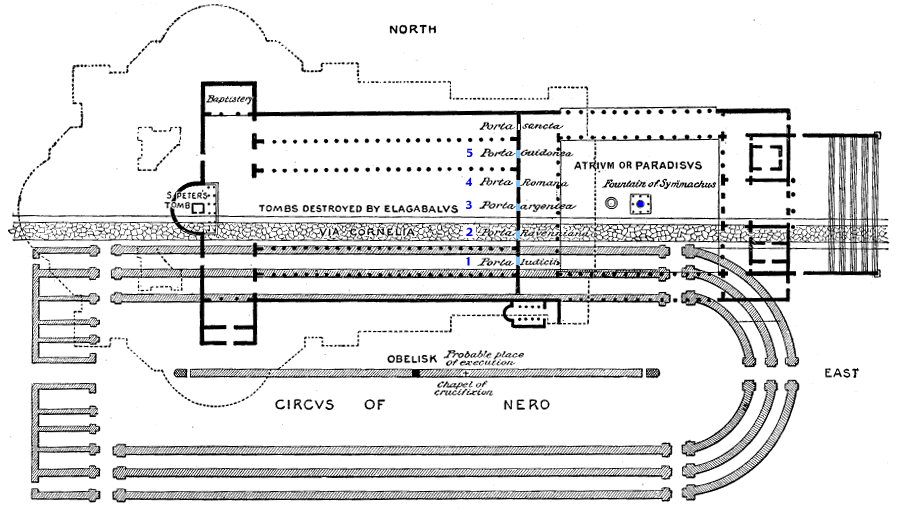
План цирка Нерона и базилики Святого Петра, построенной при Константине I Великом

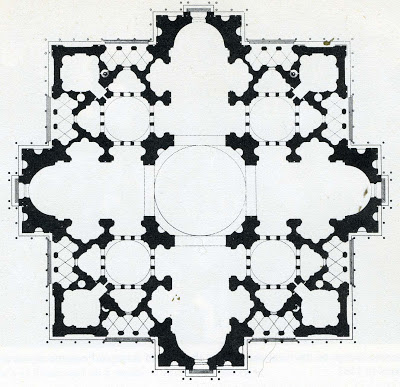
Д. Браманте. План Собора Святого Петра. 1505

Когда-то вблизи места, где теперь высится собор Святого Апостола Петра, располагались сады цирка императора Нерона. Об этом напоминает египетский обелиск из Гелиополя, который в 1586 году перевёз из цирка и установил в центре площади Святого Петра перед собором архитектор Доменико Фонтана.
Первая базилика была построена в 326 году, в правление первого христианского императора Константина Великого. Император повелел захоронить предполагаемые останки апостола. Таким образом алтарь будущего собора был установлен над криптой с саркофагом Святого Петра, принявшего в 66 году мученическую кончину в цирке Нерона.
25 декабря 800 года Папа Лев III во второй базилике Святого Петра короновал Карла Великого императором Запада.
В XV веке базилике, существовавшей уже одиннадцать столетий, грозило обрушение, и при Папе Николае V её стали расширять и перестраивать. Кардинально решил этот вопрос Юлий II, задумавший построить на месте древней базилики огромный собор, который должен был затмить как языческие храмы, так и существовавшие христианские церкви, способствуя тем самым укреплению папского государства и распространению влияния католицизма.

План собора Святого Петра

Почти все крупные архитекторы Италии по очереди участвовали в проектировании и строительстве собора Святого Петра. В 1506 году был утверждён проект архитектора Донато Браманте, одного из создателей архитектуры римского классицизма XVI века. Создавая проект собора, Браманте утверждал, что стремился водрузить купол Пантеона (символа древнеримской классики) на своды Храма Мира (так называли в то время базилику Максенция-Константина на Римском Форуме). Проект ватиканского храма, разработанный Браманте, следовал центрическому типу крестово-купольных зданий. В основу плана положен «греческий крест», заключенный в квадрат, на углах которого (в одном из вариантов проекта) Браманте предполагал поставить четыре высокие башни. Очевидно, что архитектор пытался соединить византийский тип церкви с традициями романской архитектуры и создать тем самым некий «вселенский храм». Можно также предположить влияние идей Леонардо да Винчи и его рисунков идеального центрического храма. Прототипом собора Браманте считают также небольшой круглый храм Темпьетто, построенный Браманте в 1502 году на Яникульском холме — воплощение идеи абсолютной симметрии и центрического плана.
После смерти Браманте строительство в 1514—1520 годах возглавлял Рафаэль Санти, вернувшийся к традиционной форме плана базилики в виде латинского креста, затем Бальдассаре Перуцци, остановившийся на центрическом сооружении, и Антонио да Сангалло, избравший базиликальную форму.

Наконец в 1546 году руководство работами было поручено Микеланджело Буонарроти. Он вернулся к идее центрического крестово-купольного сооружения, но его проект предусматривал создание многоколонного входного портика с восточной стороны (в древнейших базиликах Рима, как и в античных храмах, вход находился с восточной, а не с западной стороны).
Микеланджело увеличил подкупольное пространство, сделав его более цельным. Над средокрестием он запланировал возведение огромного купола. Колонны барабана купола в проекте Микеланджело сдвоены и, благодаря мощной раскреповке антаблемента, отступают от поверхности барабана и тем обогащают его форму посредством светотени. Напряжённое движение снизу вверх передается далее по так же сдвоенным рёбрам купола к фонарю, где повторяется мотив сдвоенных колонн, а далее вогнутый конус, напоминающий о готике, мощно возносит шар с крестом на высоту 142 метра. Спроектированные Браманте четыре колокольни по углам собора Микеланджело заменил малыми куполами, что усилило пирамидальность композиции. Все элементы создают мощное, напряженное зрительное движение ввысь, сродни готике, но в иных, классицистических формах. Микеланджело возвёл барабан центрального купола, но сам купол достраивал уже после его смерти (1564) Джакомо делла Порта, придавший ему не полусферическую, как задумал Микеланджело, а параболическую форму. Из четырёх малых куполов, предусмотренных проектом Микеланджело, архитектор Виньола возвёл только два. В наибольшей степени архитектурные формы именно в том виде, как они были задуманы Микеланджело, сохранились с алтарной, западной стороны.

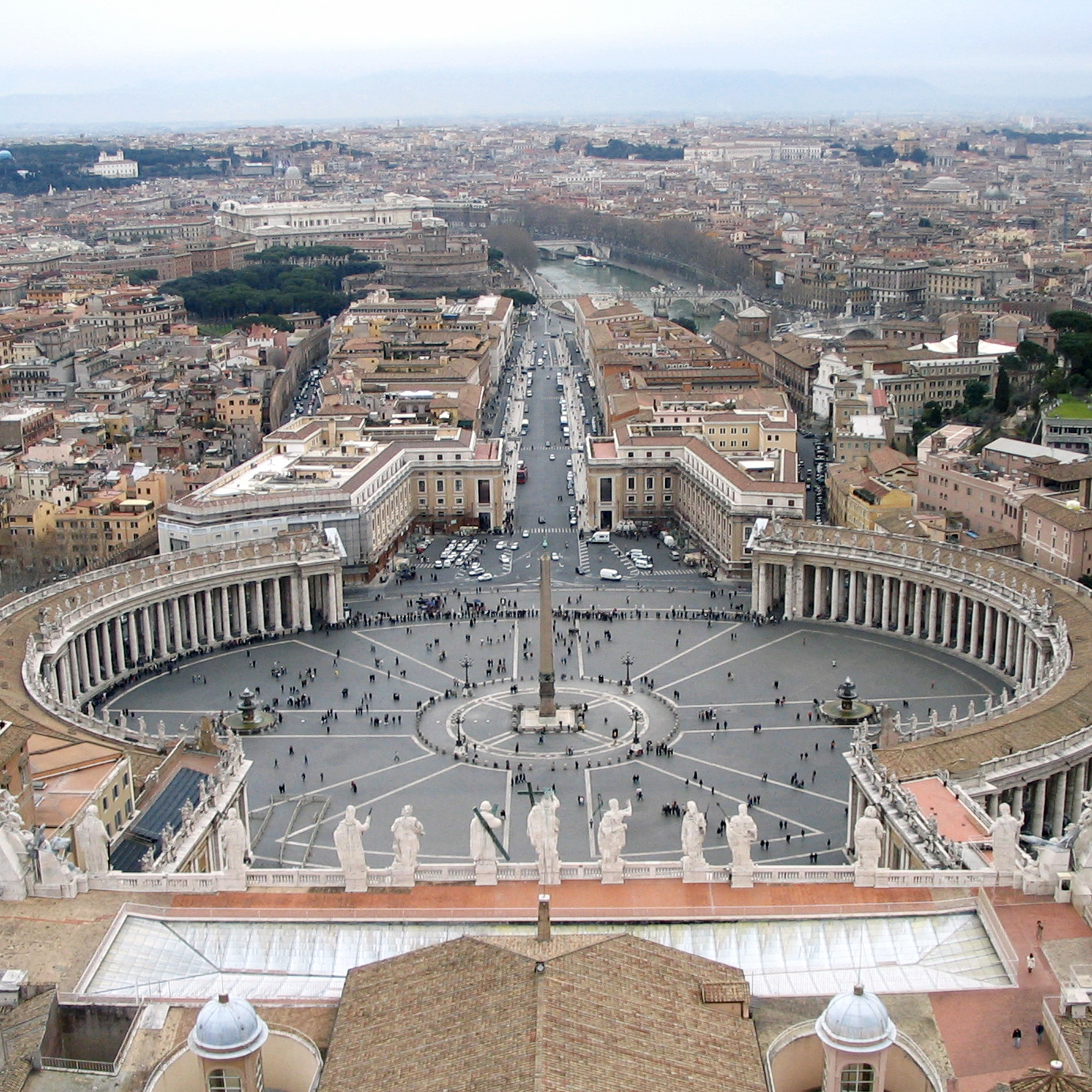
Вид на площадь Св. Петра с купола собора

Но на этом история не закончилась. В 1607—1617 годах по указанию Павла V архитектор Карло Мадерна удлинил восточную ветвь креста — пристроил к центрическому зданию трёхнефную базиликальную часть, вернувшись таким образом к форме латинского креста, и построил фасад. В результате купол оказался скрыт фасадом, утратил своё доминирующее значение и воспринимается только издали, с Виа делла Кончилиационе.
Параллельно со строительством собора требовалось и обустроить площадь перед ним, которая вмещала бы большое количество верующих, стекающихся к собору получить папское благословение или принять участие в религиозных празднествах. Эту задачу выполнил Джованни Лоренцо Бернини, создавший в 1656—1667 годах площадь Святого Петра — одно из самых выдающихся произведений мировой градостроительной практики. Таким образом возник грандиозный архитектурный ансамбль, представляющий собой выдающийся памятник культуры эпохи итальянского барокко.

## Фасад собора

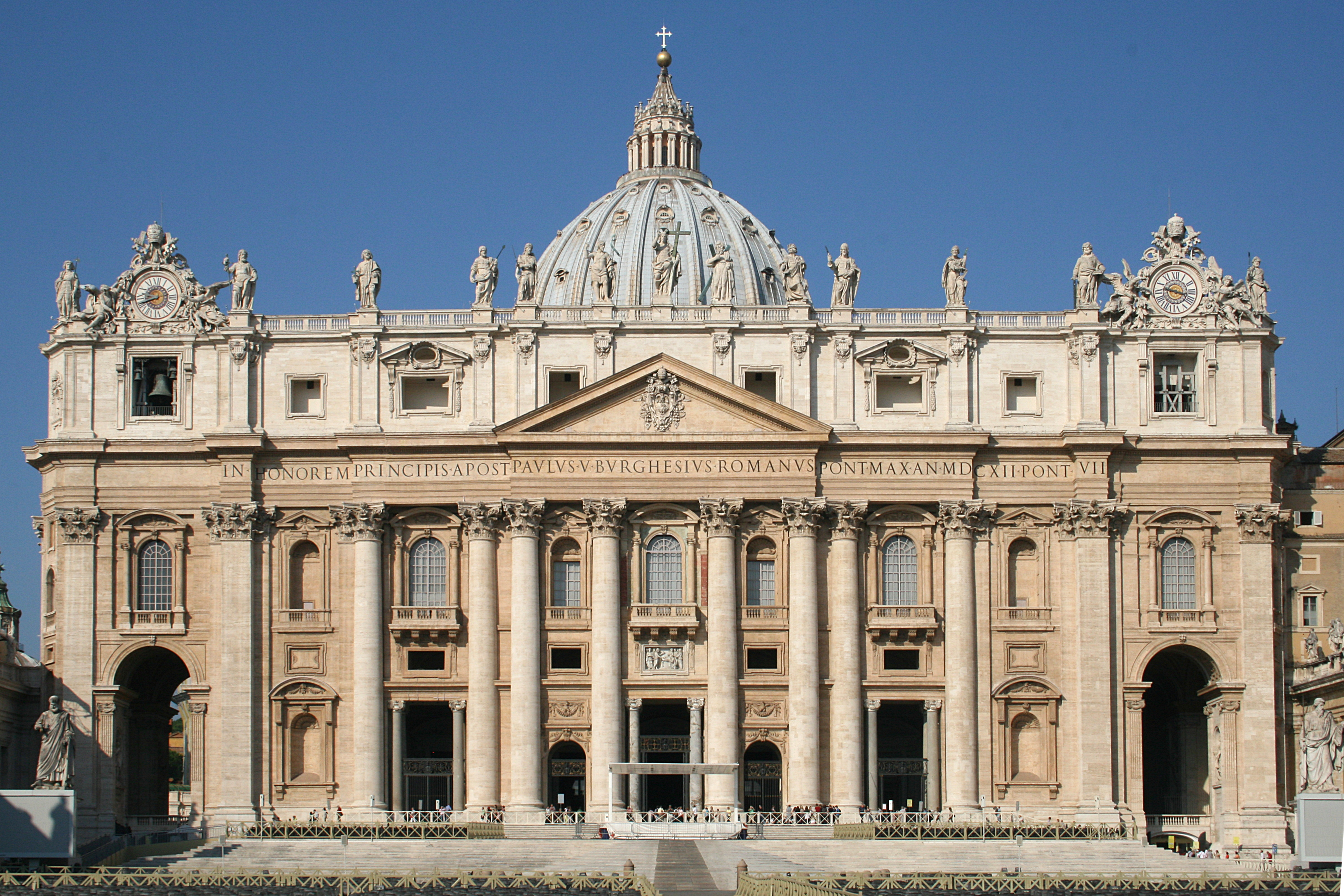
Главный фасад собора. 1607—1612. Архитектор К. Мадерна

Главный, восточный фасад собора возведён в 1607—1612 годах по проекту К. Мадерны. Его ширина 114,69 метров и 45,55 метров в высоту. Центральная часть оформлена восемью мощными колоннами коринфского ордера (диаметр колонн снизу 3 метра) с раскреповкой антаблемента, и неравными интерколумниями (расстояниями между осями колонн). Их сближение к центру и лёгкое выдвижение вперёд создаёт типично барочную «волну». Ширина треугольного фронтона над венчающим карнизом равна ширине центрального нефа собора. Латинская надпись на фризе сообщает, что работы были завершены в понтификат Папы римского Павла V из рода Боргезе (1605—1621): «IN HONOREM PRINCIPIS APOST PAVLVS V BVRGHESIVS ROMANVS PONT MAX AN MDCXII PONT VII» (В честь принцепса апостолов Павел V Боргезе Понтифик Массимо Романо, 1612, седьмой год его понтификата).
Над карнизом с фронтоном высится аттик, на котором установлены громадные, высотой 5,65 метра, статуи Христа, Иоанна Крестителя и одиннадцати апостолов (кроме апостола Петра).
Скульптурно-архитектоническое обрамление часов по сторонам карниза создано в 1785 году архитектором Джузеппе Валадье.
Центральное окно фасада (высота 7 метров) выходит на балкон, называемый Лоджией Благословений (Loggia delle Benedizioni), с которого Папа произносит апостолические послания лат. Urbi et Orbi (Городу и Миру). По сторонам фасада установлены две статуи: Святого Петра и Святого Павла (Дж Де Фабрис и А. Тадолини,1847), заменившие не сохранившиеся фигуры 1461 года. Пять входных проёмов (не считая боковых проездов) ведут в портик собора.

## Портик

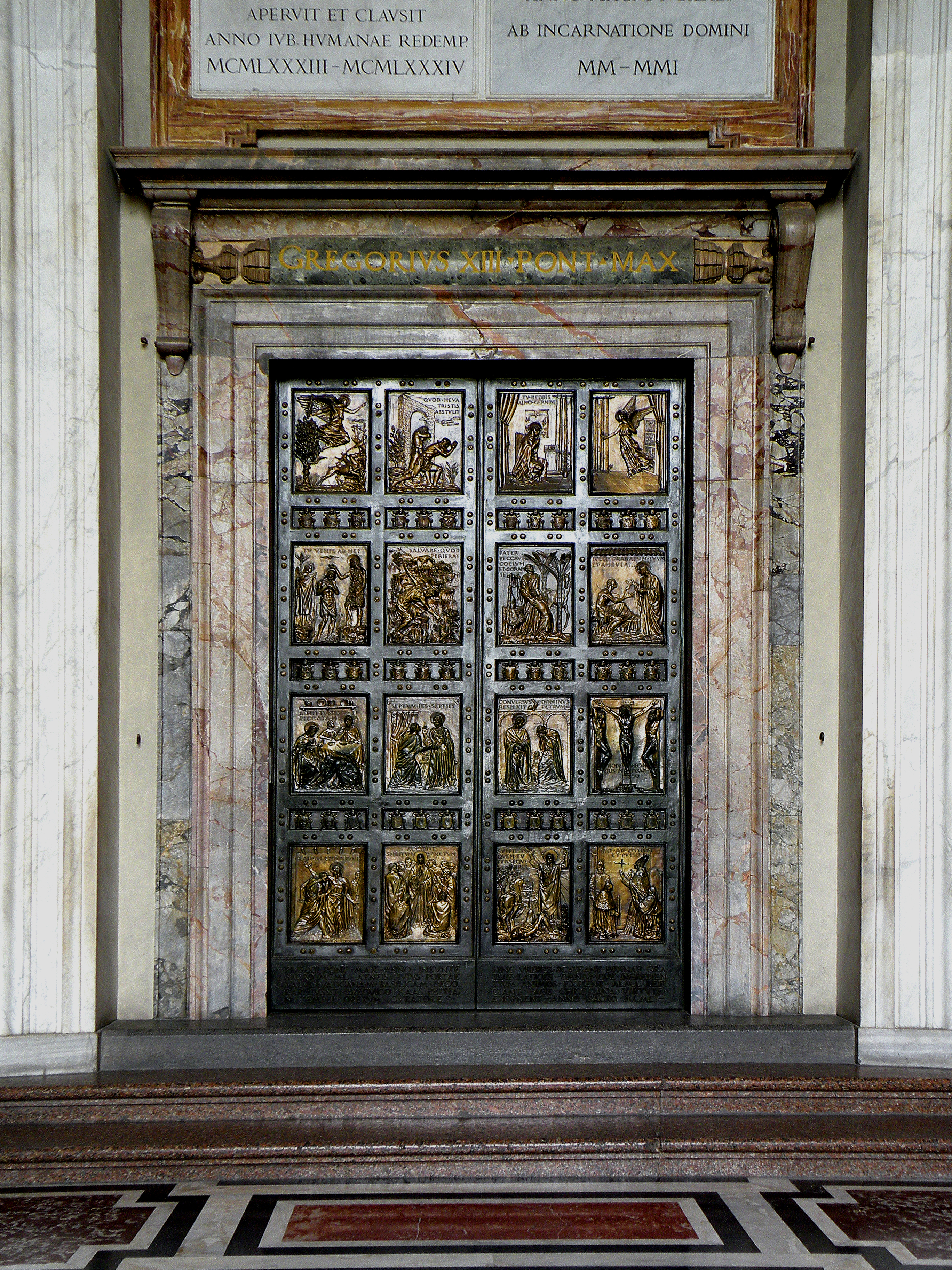
Святые врата (La Porta Santa)

Портик с богато украшенным цилиндрическим сводом построен по проекту К. Мадерны. Боковые стороны галереи завершают две скульптурные группы, изображающие первых христианских императоров — выдающиеся произведения искусства барокко. Справа: конная статуя римского императора Константина Великого, изображающая его в момент видения Креста на небе перед битвой у Мульвийского моста, шедевр Джованни Лоренцо Бернини (1670). Слева: конная статуя Карла Великого работы Агостино Корнаккини (1725). В правой оконечности портика, от статуи Константина Великого, начинается вход на Царскую лестницу «Скала Реджа» (Scala Regia, 1663—1666), ведущую в папские покои, также шедевр Бернини (закрыта для посещения).
Пять порталов (дверей) ведут из портика в неф собора. Крайняя дверь слева именуется «Вратами смерти». Рельефы этой двери созданы в 1961—1964 годах итальянским скульптором Джакомо Манцу. Следующая дверь: «Дверь добра и зла», выполненная Лучано Мингуцци с 1970 по 1977 год.
Центральная дверь, именуемая Филаретовой, сохранилась со времён первой базилики Константина Великого. Деревянные створки, обитые медью с рельефными клеймами, созданы между 1433 и 1445 годами скульптором Антонио ди Пьетро Аверулино, прозванным Филарете. На панелях вверху изображены: слева — Христос на троне, справа — Дева Мария на престоле; на центральных панелях — святые Пётр и Павел. Нижние панели представляют мученическую кончину этих апостолов. Над входом расположена мозаика «Навичелла», копия несохранившейся мозаики по рисунку Джотто, созданной в 1298 году для атриума «Константиновой базилики». Помещена на нынешнем месте в 1675 году.
Следующая дверь справа от центральной: «Дверь Таинств» (la Porta dei Sacramenti), работа Венанцо Крочетти (1965). На двери изображен ангел, возвещающий семь таинств. Далее «Святые врата» (la Porta Santa), созданные Вико Консорти к 1950 году. Ворота оформлены рельефами и надписями. На фризе портала: PAVLVS V PONT MAX ANNO XIII. Над дверями: GREGORIVS XIII PONT MAX. Святые врата торжественно открываются самим Папой в Юбилейный год католической церкви. 24 декабря 2024 года открыты Папой Франциском, официально провозгласившего начало Юбилейного 2025 года, они останутся открытыми до 6 января 2026 года и смогут за это время принять до 30 миллионов паломников.

## Интерьер
Внутри собор поражает великолепием, огромными размерами и богатством оформления, величием сочетания архитектурных элементов эпохи Возрождения и барокко. Здесь четыреста пятьдесят статуй, пятьсот колонн, пятьдесят алтарей, множество надгробий, уникальное собрание произведений искусства. По обеим сторонам главного нефа расположен ряд капелл, многие из них имеют сквозные проходы, образуя, таким образом, подобие боковых нефов. Трансепт весьма необычно сдвинут в средокрестие, так что его боковые «рукава» образуют «ветви» креста подкупольного пространства.

### Главный неф

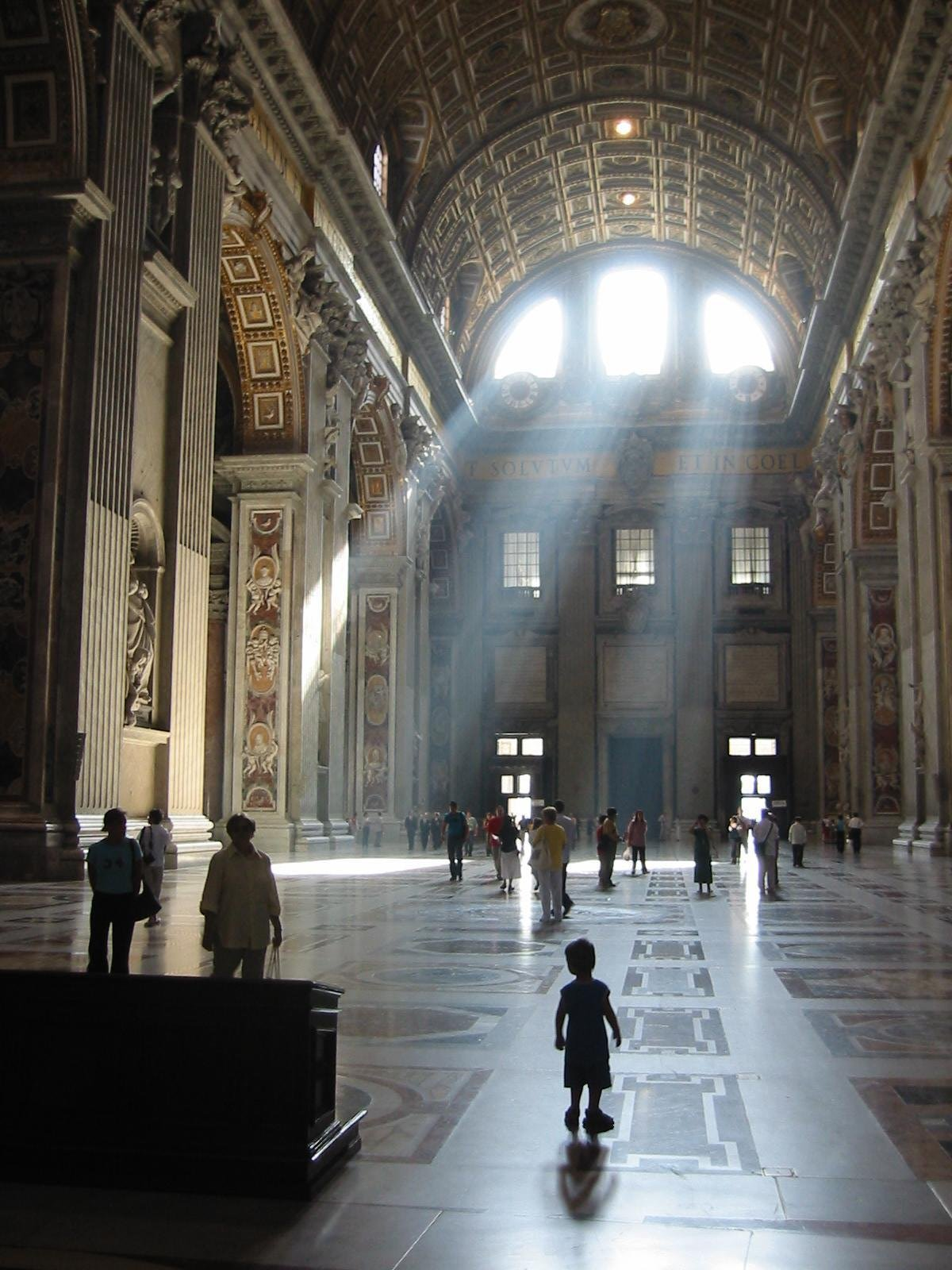
Неф собора. Контрфасад (вид изнутри на восточную стену)

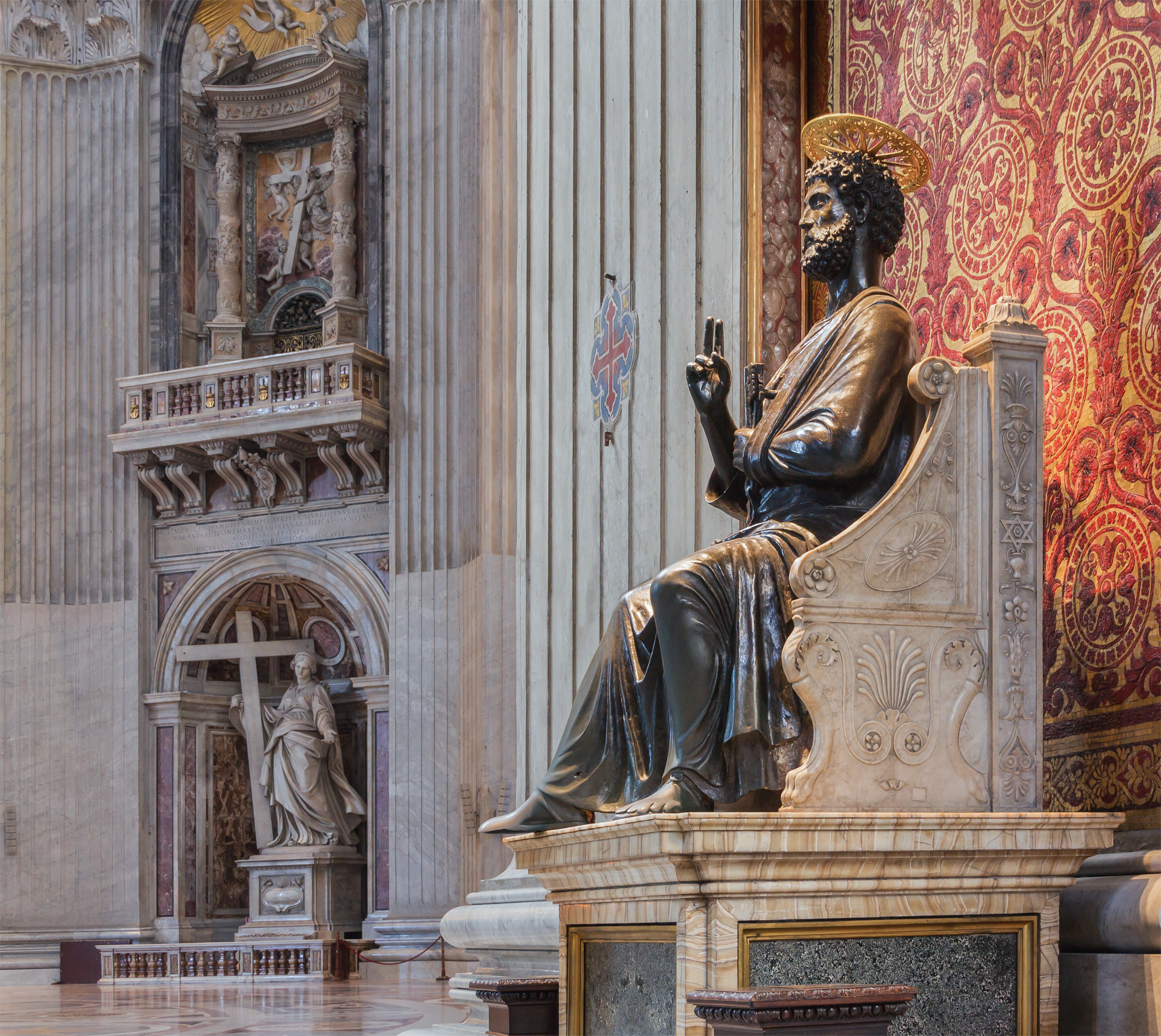
Статуя святого Петра с ключами от Рая. Бронза, XIII век (или ранее)

Длина главного нефа — 186 м, ширина — 27 м, высота — 45 м. Ширина трёх нефов — 58 м, длина трансепта — 138 м. При входе в главный неф в пол вмонтирован порфировый диск, который был принесен из старой базилики, находившийся возле алтаря. Встав на этом диске на колени, Карл Великий был коронован императором папой Львом III на Рождество 800 года. На полу главного нефа ватиканского храма отмечены протяжённости нефов других соборов, мысленно помещаемых внутри главного храма христианского мира: собора Св. Павла в Лондоне — 158,1 м, Санта-Мария-дель-Фьоре во Флоренции — 149,28 м, собора в Реймсе — 138,69 м, собора в Милане — 134,94 м, Нотр-Дам в Париже — 130 м, собора Св. Вита в Праге — 124 м.
По правой стороне нефа перед средокрестием, под балдахином находится бронзовая статуя, изображающая сидящего апостола Петра, предположительно XIII века работы Арнольфо ди Камбио. Однако, по древней почитаемой традиции, но почти безосновательной, она сделана по указанию святителя Льва Великого в V веке из переплавленной статуи Юпитера Капитолийского. Скульптуре приписывают чудодейственные свойства, в связи с чем многочисленные паломники благоговейно прикладываются к кончику ноги бронзового изваяния.

### Средокрестие и апсида
Средокрестие соответствует плану Микеланджело, сохранившего идею греческого креста Браманте. Купол собора диаметром 42,5 метра посредством подпружных полуциркульных арок опирается на четыре мощных пилона, оформленных пилястрами с коринфскими капителями. В парусах помещены круглые медальоны восьми метров в диаметре с мозаичными изображениями четырёх евангелистов. В 1629—1635 годах эта композиция была дополнена четырьмя пятиметровыми статуями в нишах опорных пилонов работы Дж. Л. Бернини и других скульпторов. Статуи святых Елены, Вероники, Лонгина Сотника и Андрея соответствуют реликвиям (фрагмент Креста Господня, часть плата Вероники, фрагмент копья Лонгина, глава апостола Андрея), положенным в капеллах над нишами, в которых расположены эти статуи. В настоящее время эти реликвии больше не находятся на их первоначальном месте, но три реликвии Страстей Господних находятся в капелле над статуей святой Вероники и демонстрируются в пятое воскресенье Великого поста.
В подкупольном пространстве над главным алтарём находится шедевр Бернини — огромный, высотой 29 метров киворий, опирающийся на четыре витые колонны. Человек среднего роста не достигает даже высоты постаментов бронзовых колонн. Среди ветвей лавра на верхних частях колонн видны геральдические пчёлы семейства Барберини, к которому принадлежал Папа Урбан VIII, по распоряжению которого создавали это необычное произведение. Бронзу для кивория взяли из Пантеона, разобрав по приказу папы (Барберини) кровлю пронаоса. Скульптуры четырёх ангелов на вершине кивория выполнил Франсуа Дюкенуа (1624—1633). Оформление алтаря и спуска в крипту к гробнице апостола создал К. Мадерна.
Сквозь гигантский киворий видна находящаяся в центральной апсиде «Кафедра Святого Петра» — монументальная скульптурная композиция, созданная Дж. Л. Бернини в 1657—1666 годах. Центральной частью кафедры служит бронзовый трон с ажурной спинкой, украшенной барельефом «Христос вручает ключи апостолу Петру». Внутри находится деревянное сиденье от епископского кресла, которое, по преданию, использовал сам апостол Пётр. Трон окружён фигурами ангелов и поддерживается статуями четырёх великих Учителей Церкви. Двое западных, Амвросий Медиоланский и Аврелий Августин, находятся с внешней стороны кафедры и изображены в западных митрах; двое восточных, Иоанн Златоуст и Афанасий Великий, находятся с внутренней стороны трона и изображены с непокрытыми головами.
В верхней части композиции — овальная мандорла (витраж, набранный из тонких алебастровых пластин) с изображением голубя — символа Святого Духа. Вокруг — сияние в виде лучей из позолоченной бронзы и фигуры ангелов. Справа от кафедры — надгробие папы Урбана VIII работы Бернини, слева — надгробие Павла III (XVI века) работы Гульельмо делла Порта, одного из учеников Микеланджело.

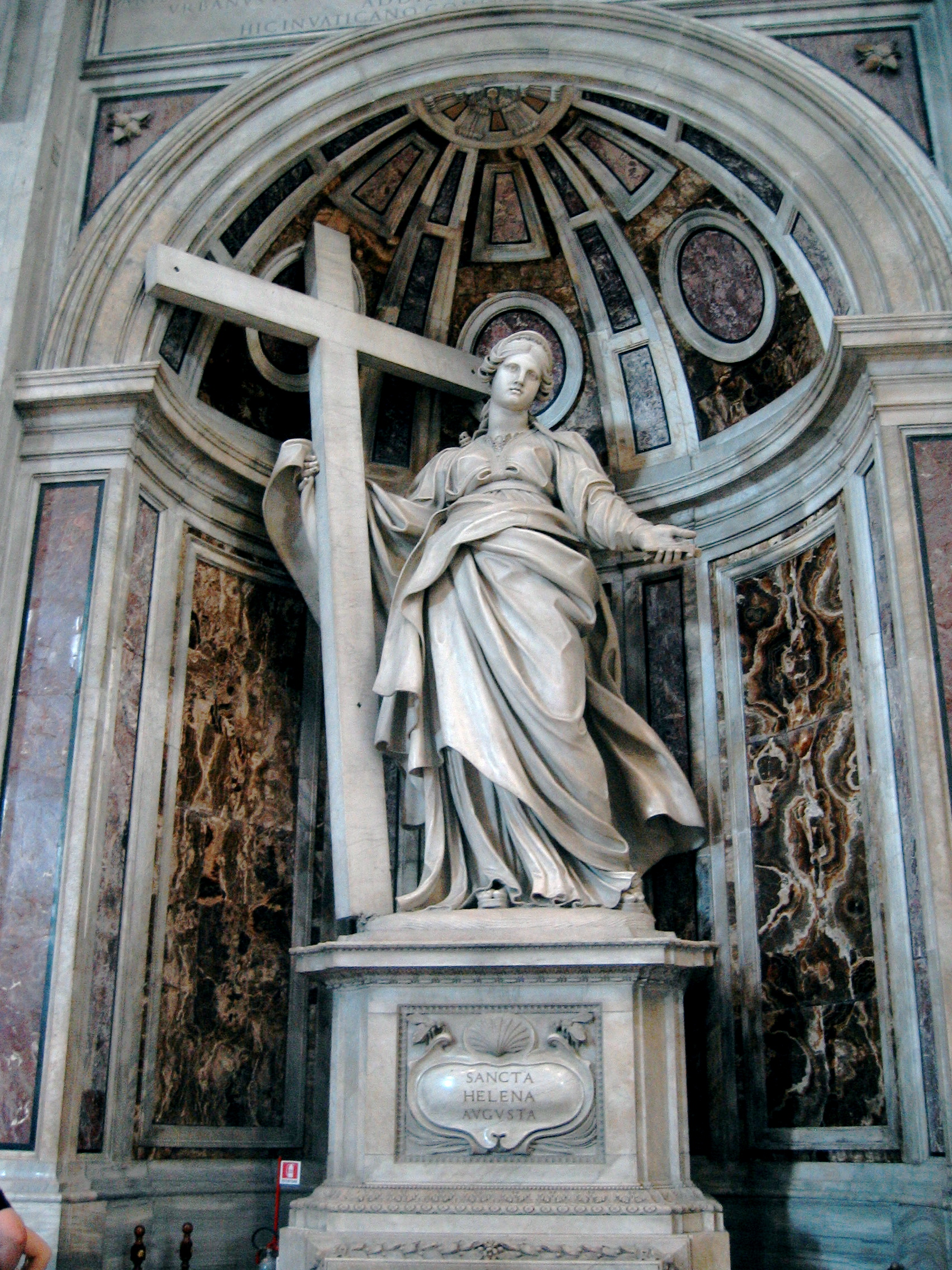
Святая Елена. Скульптор А. Больджи
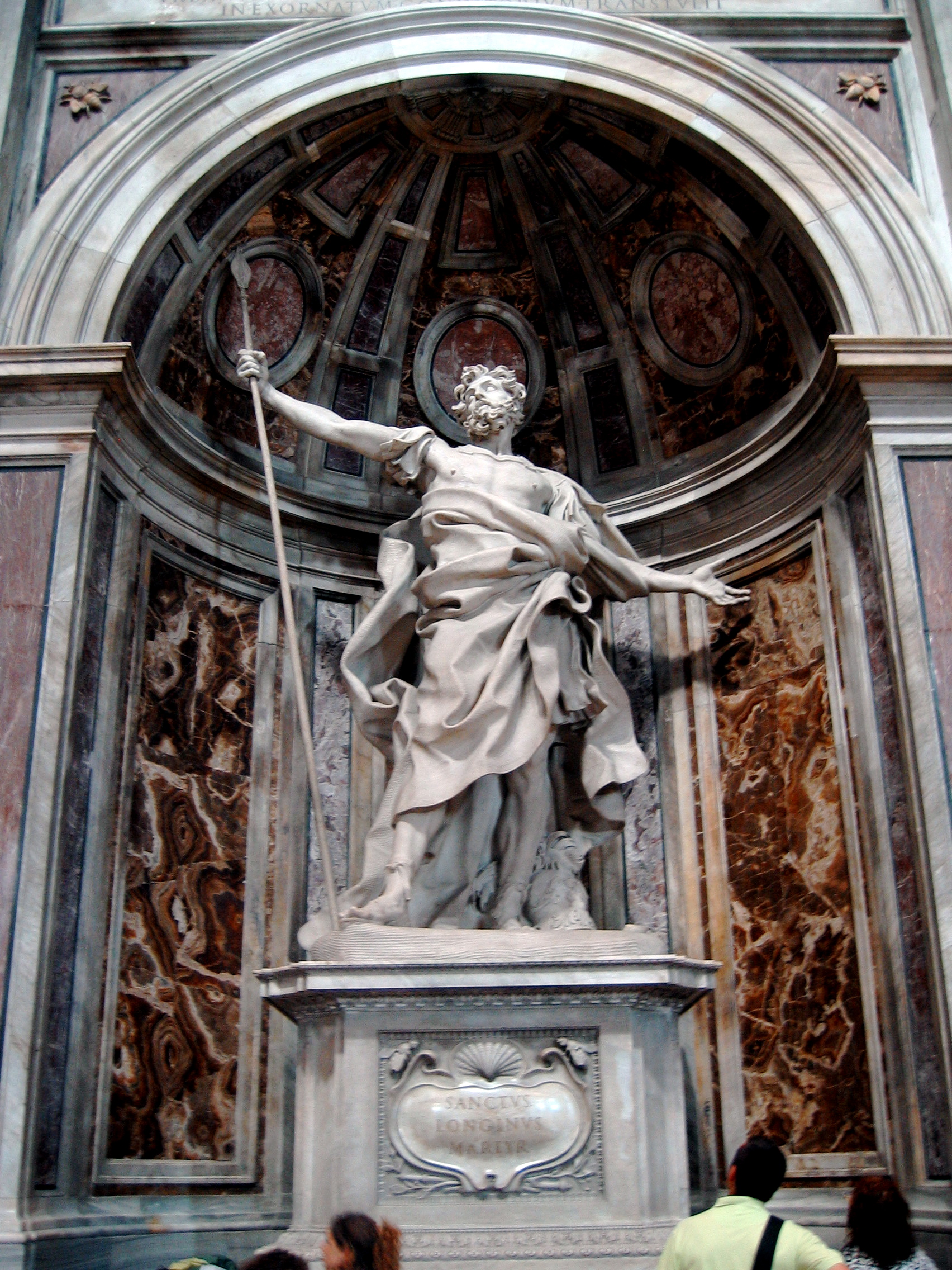
Святой Лонгин. Скульптор Дж. Л. Бернини
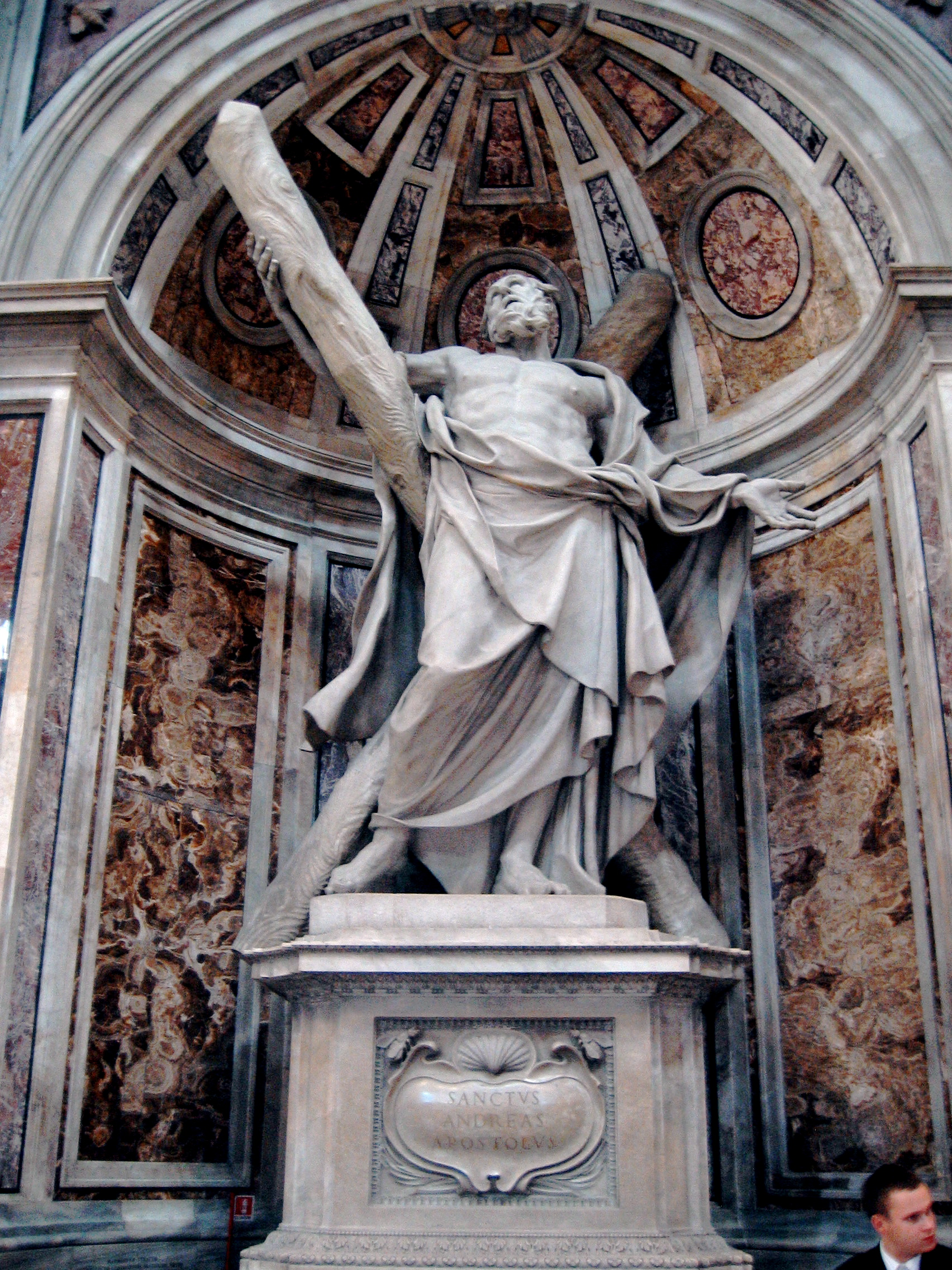
Святой Андрей. Скульптор Ф. Дюкенуа
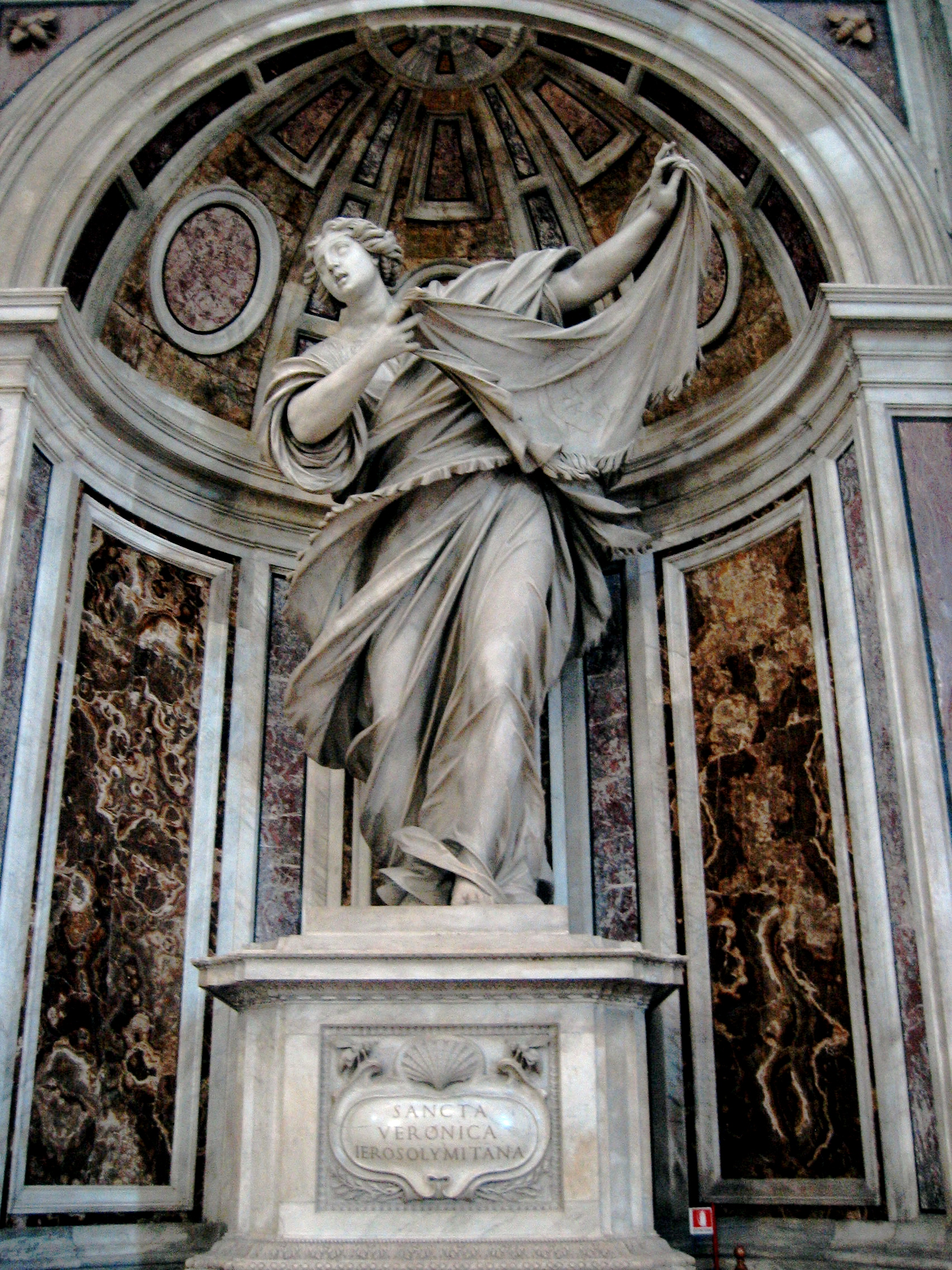
Святая Вероника. Скульптор Ф. Моки

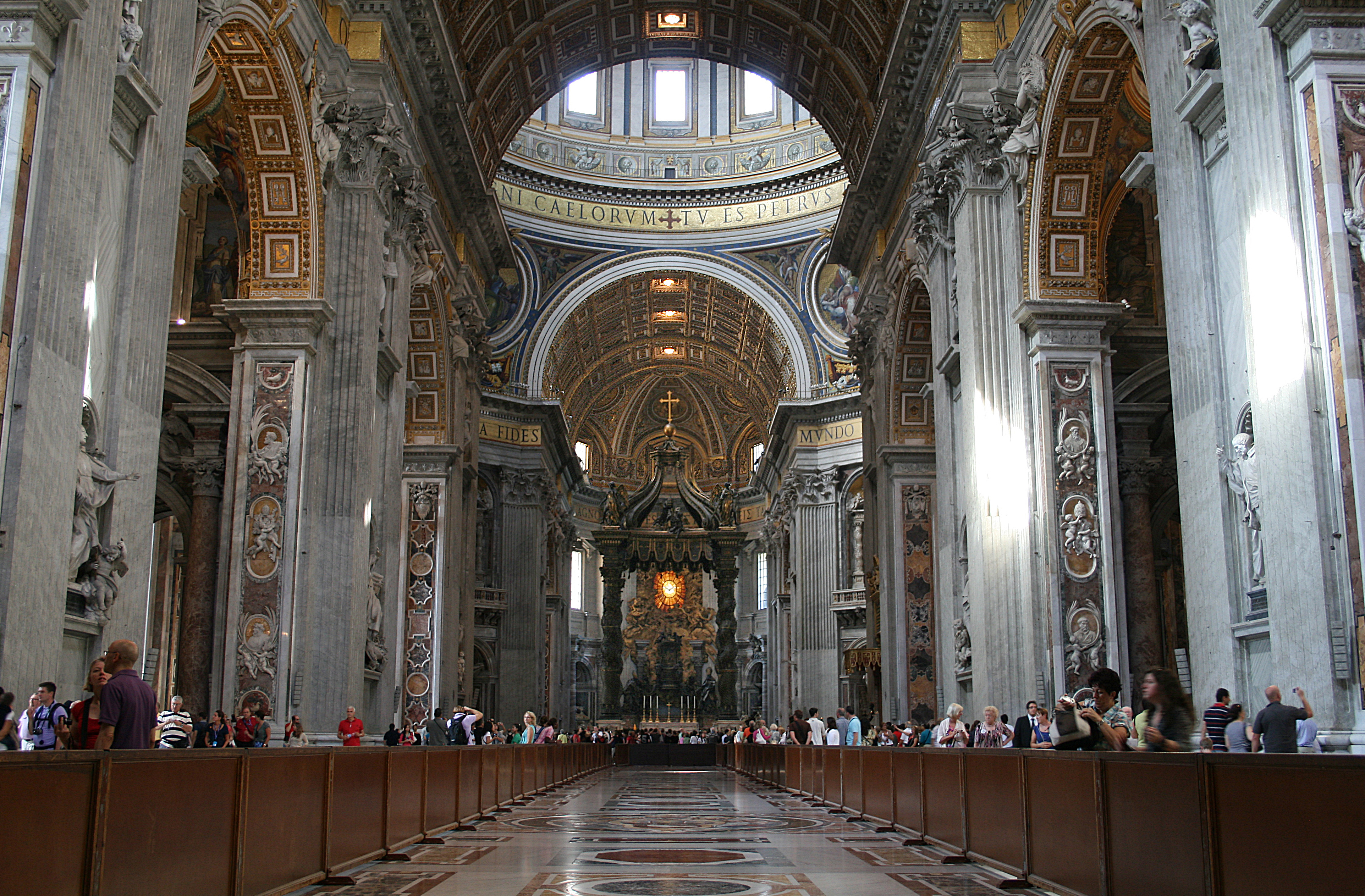
Главный неф собора
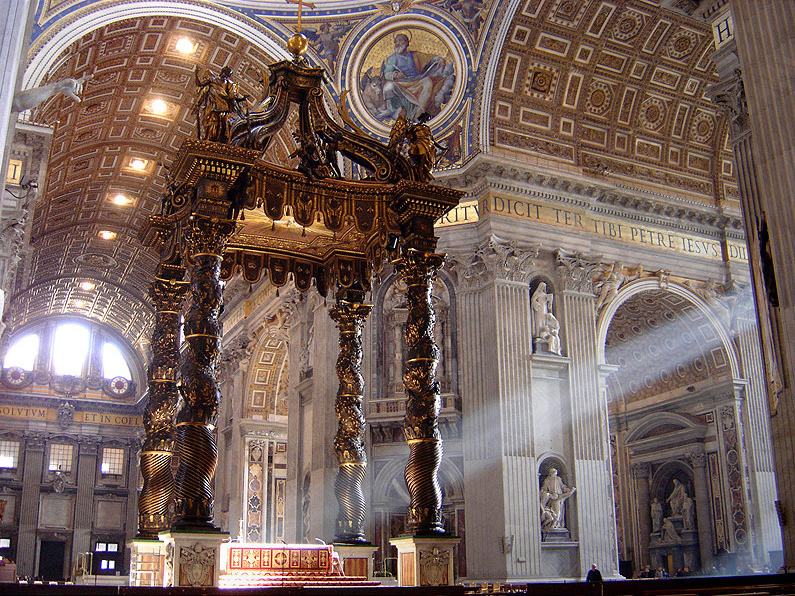
Киворий над гробницей святого апостола Петра. Архитектор Дж. Л. Бернини. 1624—1633
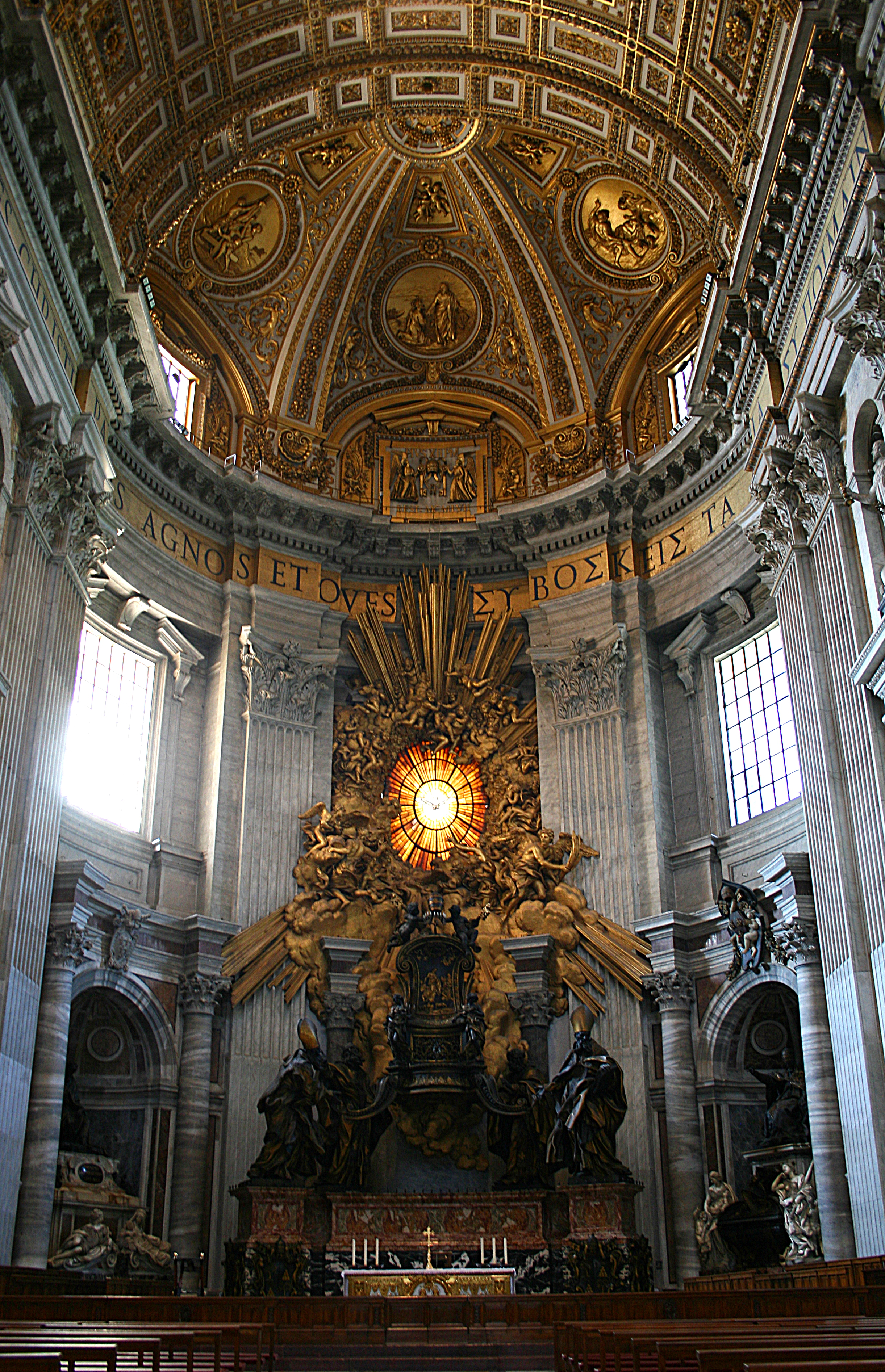
Кафедра Святого Петра. 1657—1666. Архитектор Дж. Л. Бернини.
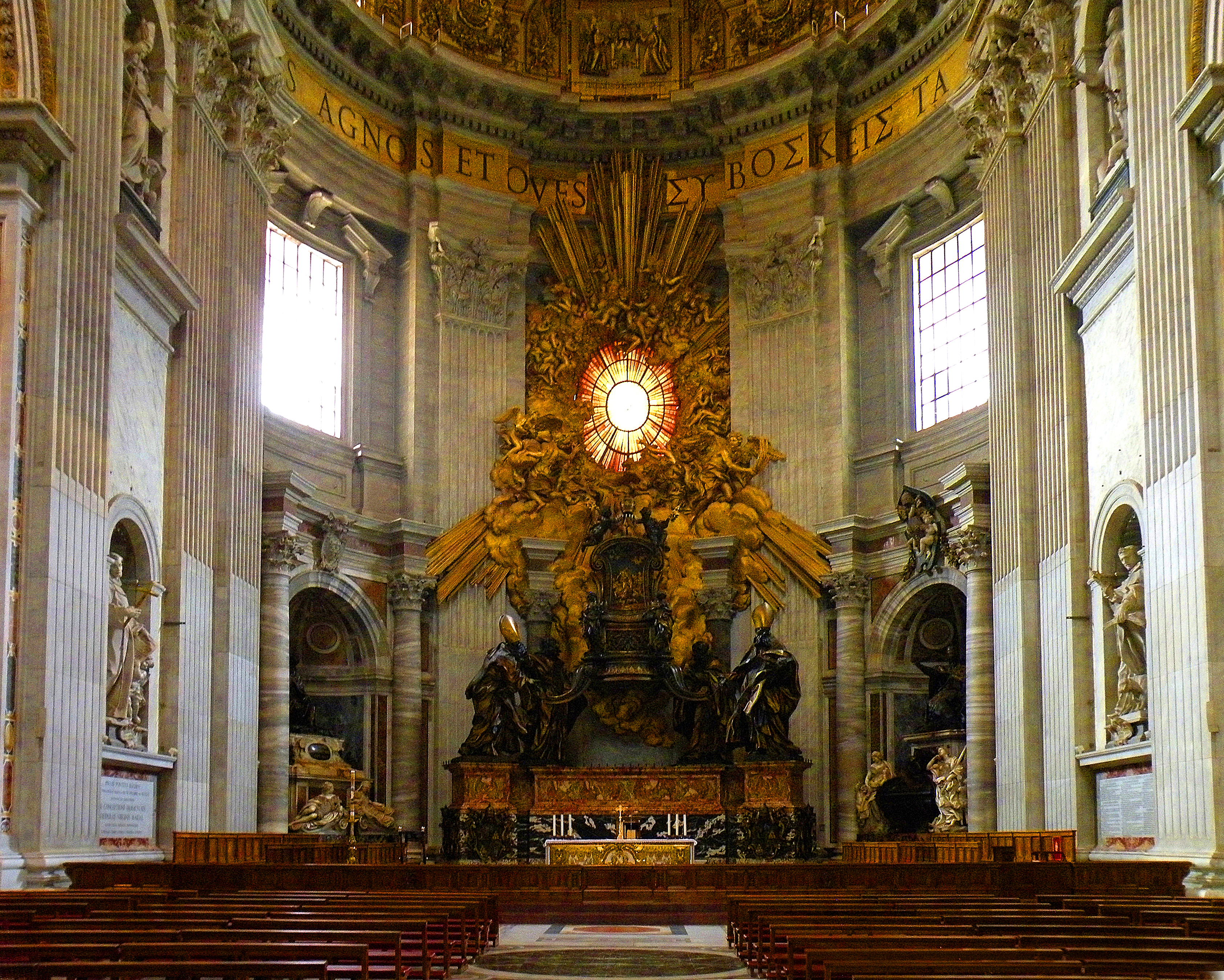
Кафедра Святого Петра

### Правый неф

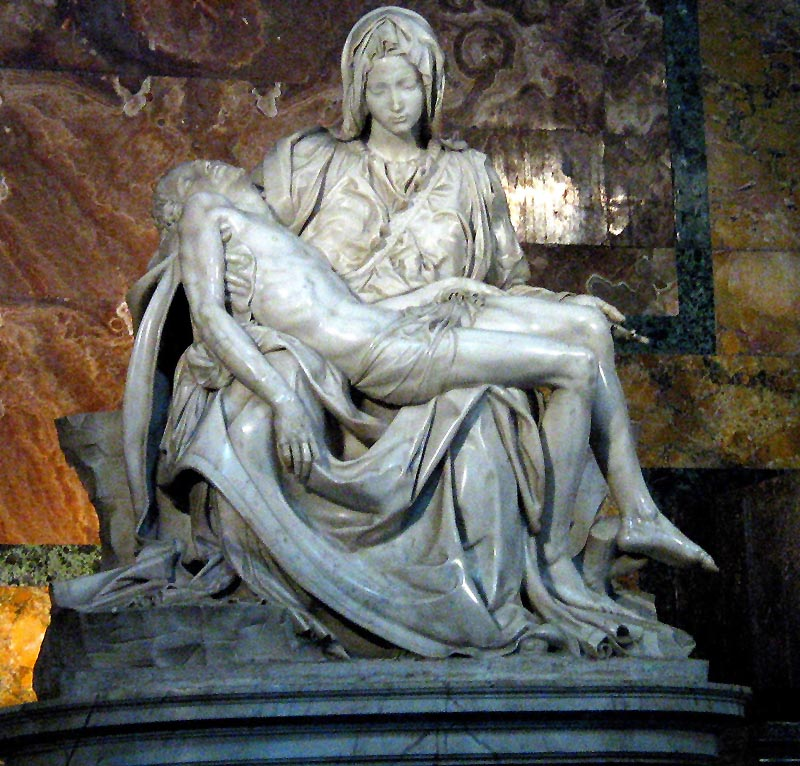
Микеланджело Буонарроти. Ватиканская пьета. 1499. Мрамор

В первой капелле справа находится шедевр Микеланджело — мраморная «Пьета». Она была создана им на рубеже XV и XVI столетий в возрасте двадцати трёх лет. После того как злоумышленником была совершена попытка разбить статую, её защитили стеклом. Рядом располагается небольшая капелла Распятия (или Реликвии), в которой хранится великолепное деревянное распятие конца XIII — начала XIV в., приписываемое Пьетро Каваллини. Чуть дальше находится надгробие маркграфини Матильды Тосканской (или иначе Каносской) работы Бернини с учениками; это была первая женщина, удостоившаяся чести быть погребённой в этом соборе. (В 1077 году в Каноссе, замке маркграфини Матильды, император Священной Римской империи Генрих IV, который был отлучён от церкви и низложен, униженно вымаливал прощение у папы Григория VII.) Решётка капеллы св. Причастия выполнена по рисунку Борромини. Рядом с капеллой — надгробие Григория XIII; барельеф напоминает об осуществлённой папой реформе — введении нового календаря (григорианского). Чуть дальше находится выполненное в стиле классицизма скульптором Кановой (1792) надгробие Климента XIII.

### Левый неф
Надгробие Александра VII работы Бернини. Огромный интерес представляет созданное в 1490-х годах скульптором Антонио Поллайоло надгробие Иннокентия VIII, это один из немногих сохранившихся памятников, находившихся ещё в старой базилике. Недалеко от входа находится ещё одно создание скульптора Кановы — надгробие последних представителей шотландской королевской семьи Стюарт.

### Купол

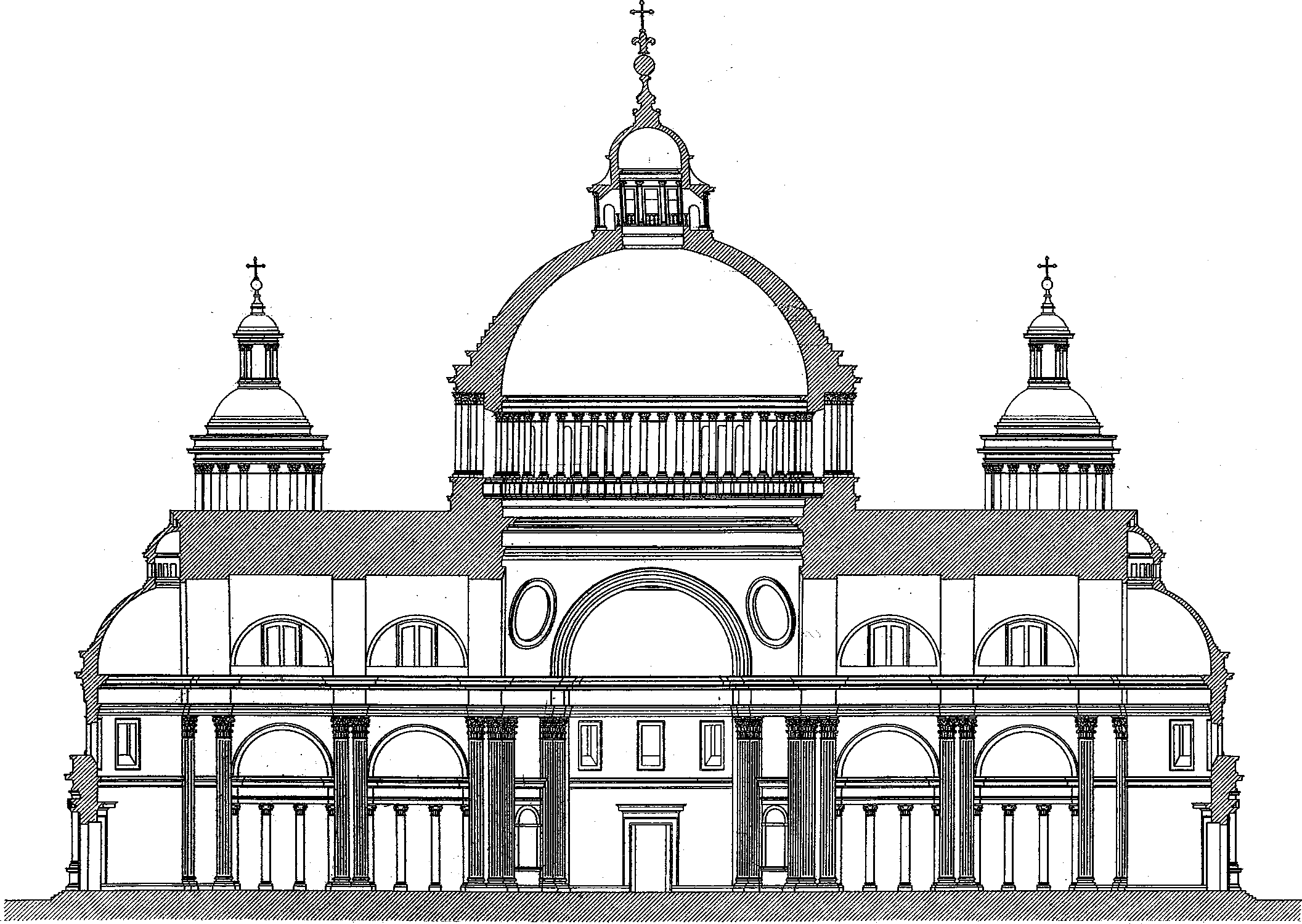
Проект Донато Браманте. 1505

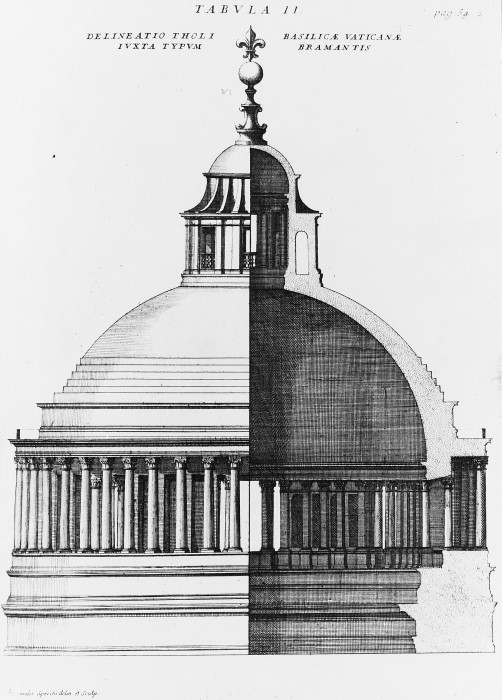
Купол Браманте

Купол собора возвышается на высоту 136,57 метров от пола базилики до верхушки венчающего креста. Это самый высокий купол в мире. Его внутренний диаметр составляет 41,47 метров, что чуть меньше чем у куполов-предшественников: диаметр купола Пантеона (Древний Рим) составляет 43,3 метра, диаметр Санта-Мария-дель-Фьоре времён раннего Ренессанса — 44 метра, однако превосходит купол собора Святой Софии в Константинополе, возведённого в 537 году. Именно Пантеон и флорентийский собор служили примерами для архитекторов собора Святого Петра в плане решений по возведению столь грандиозной конструкции.

#### Браманте и Сангалло
Купол Пантеона покоится на круговой стене, в которой отсутствуют окна и входы за исключением лишь одной двери. Сооружение имеет высоту, соответствующую его ширине. Купол сооружён в виде цельной оболочки из бетона, облегчённой путём добавок в бетон большого количества вулканических пород — туфа и пемзы. Внутренняя поверхность купола отделана кессонами, что создаёт подобие ребристого перекрытия, облегчая конструкции. В верхней части купола имеется отверстие диаметром 8 метров, которое служит для освещения внутреннего пространства.
Замысел Браманте относительно купола собора Святого Петра (1506 год) базировался в большой степени на решениях по куполу Пантеона. Купол собора был спроектирован из бетона, содержащего туф, — Браманте заново открыл нужный состав этой смеси. За исключением фонаря, который должен был по плану Браманте завершать купол нового собора, непосредственно профиль купола был очень близок к куполу Пантеона, лишь только поддерживающие стены были подняты над землёй на четырёх массивных столбах и образовали барабан. Массивная стена, что присутствует в Пантеоне, была облегчена Браманте путём устройства в ней оконных проёмов и использования перистиля.

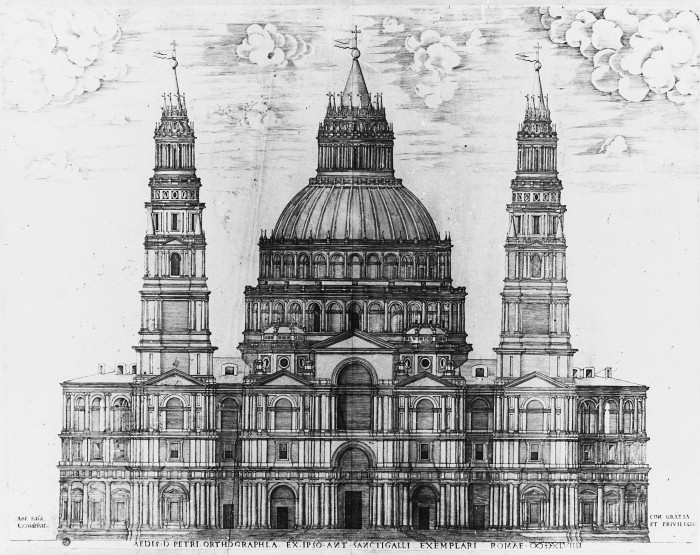
Проект Джулиано да Сангалло

Что касается флорентийского собора, то визуальный образ остроконечного купола существовал за много лет до того, как Филиппо Брунеллески воплотил его в реальность. Двухслойная конструкция купола осуществлена путём кладки кирпичей «в ёлочку» (что было заимствовано из Византийской архитектуры), а не такой большой уклон восьми каменных рёбер купола сделал возможным его строительство без устройства массивной деревянной опалубки, необходимой при возведении полусферических перекрытий. В то время как его внешний вид, за исключением деталей фонаря, почти целиком готический, инженерные решения, использованные для его строительства, были весьма новаторскими и основывающимися на глубоком изучении огромных сводов и сохранившихся куполов Древнего Рима.
Замысел Сангалло, в подтверждение которого сохранилась внушительная деревянная модель купола, основывался на опыте обоих предшественников. Он понимал значимость как устройства кессонов в Пантеоне, так и внешних каменных рёбер во флорентийском соборе. Сангалло усилил и расширил перистиль Браманте в группу арочных упорядоченных проёмов вокруг основания с устройством ещё одной такой аркады вторым ярусом над первой. В его решении ранее весьма изящная конструкция фонаря, напоминающая скорее фонарь флорентийского собора, превратилась в массивную конструкцию, окружённую выступающим основанием, перистилем и с венчающим шпилем конической формы на верхушке. Такое архитектурное решение выглядело слишком эклектичным, слишком педантичным и безвкусным, чтобы быть успешным.

#### Микеланджело и Джакомо Делла Порта

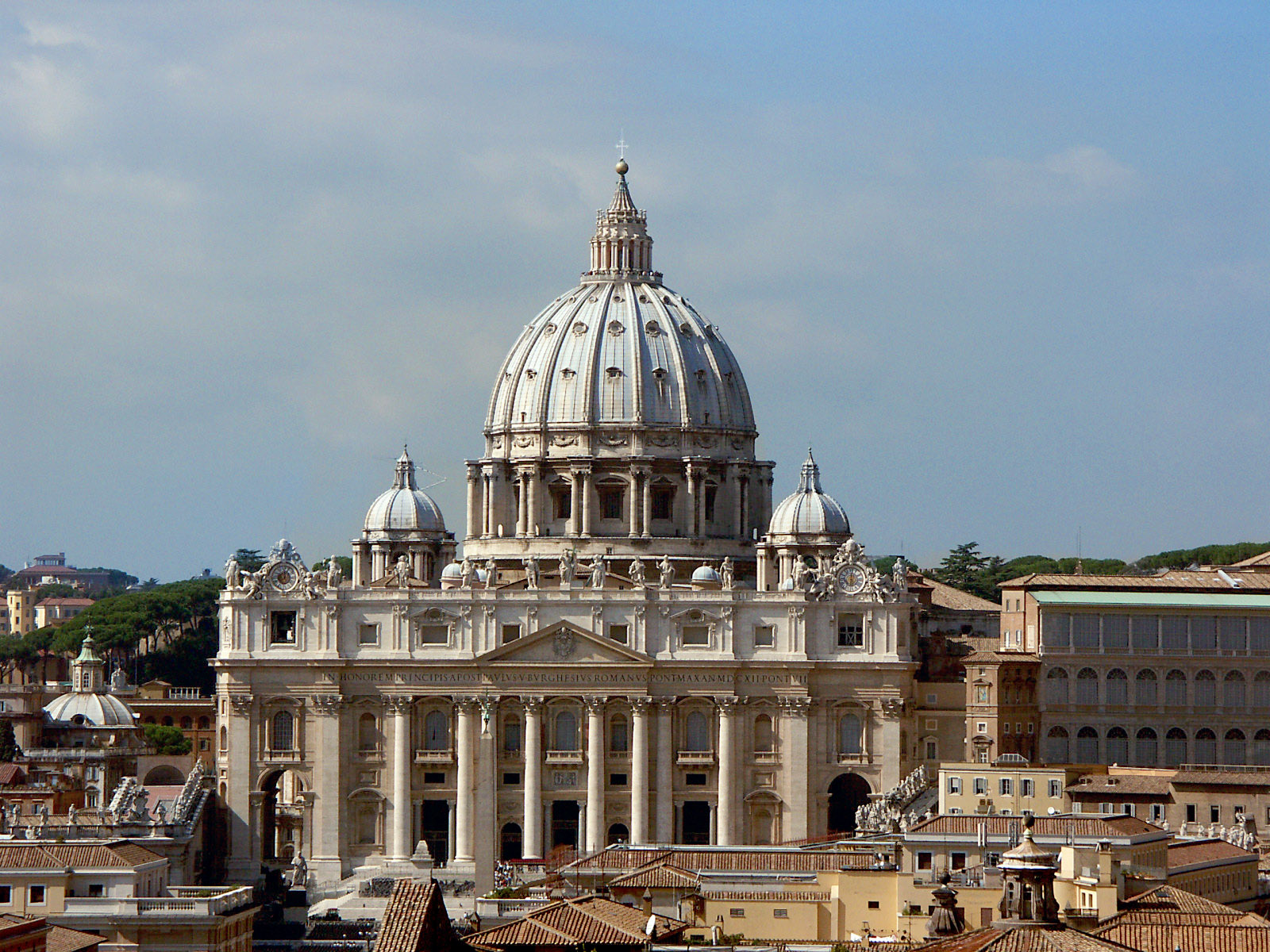
Собор Святого Петра, вид от замка Святого Ангела, показывающий купол, возвышающийся за фасадом Мадерны.

Микеланджело переконструировал купол в 1547 году, учтя и сохранив часть ранних наработок. Его купол, как и купол флорентийского собора, запроектирован двухслойным кирпичным, внешний слой имеет 16 каменных рёбер, что больше в два раза, чем в Санта-Мария-дель-Фьоре, но намного меньше, чем в проекте Сангалло. Так же, как и в проектах Браманте и Сангалло, купол поднимается от колонн на барабане. Круговой перистиль Браманте и аркада Сангалло уменьшены до 16 пар соединённых арками коринфских колонн высотой 15 метров, каждая из которых выступает из сооружения. Визуально кажется, что колонны поддерживают рёбра купола, однако на самом деле конструкционно они, весьма вероятно, излишни. Причиной этому послужило то, что купол имеет яйцевидную форму, поднимаясь круто вверх, как и купол флорентийского собора, и, следовательно, вызывая меньший распор, чем полуциркульный купол Пантеона, который не подкреплён, но уравновешен обратным пригрузом от тяжёлой каменной кладки, поднимающейся выше окружающей стены.
Высота купола 138 м.
Овоидальная форма купола вызывала много пересудов. Микеланджело умер в 1564 году, успев закончить барабан купола и столбы Браманте, которые были выполнены намного более крупными, чем планировалось. Работу продолжил ассистент Микеланджело Джакомо да Виньола под строгим присмотром Джорджо Вазари, который по приказу папы следил за тем, чтобы замыслы Микеланджело были воплощены без отступлений. Но уже в 1585 году новый папа Сикст V назначает ответственными за постройку Джакомо Делла Порту и Доменико Фонтану. За время правления папы строительство собора продвинулось очень значительно.
Микеланджело помимо зарисовок своего замысла оставил, как и Сангалло перед ним, большую деревянную модель своего проекта. Джакомо Делла Порта привнёс в неё несколько незначительных изменений, но при этом было сделано и одно значительное отступление. Неизвестно, была ли это идея самого Делла Порты или же предсмертное указание Микеланджело, но внешний купол был приподнят над внутренним по сравнению с моделью. Рисунки Микеланджело показывают, что на ранних этапах он склонялся скорее к овоидальной форме, чем к полуциркульной. На разных гравюрах того времени встречаются разные варианты формы купола. Формы деревянной модели более овоидальные, чем на гравюрах, но ниже, чем окончательный вариант. Предположительно, уже на смертном одре Микеланджело решил вернуться к более остроконечной форме. Однако некоторые исследователи возлагают ответственность за это на Джакомо Делла Порту.

#### Завершение

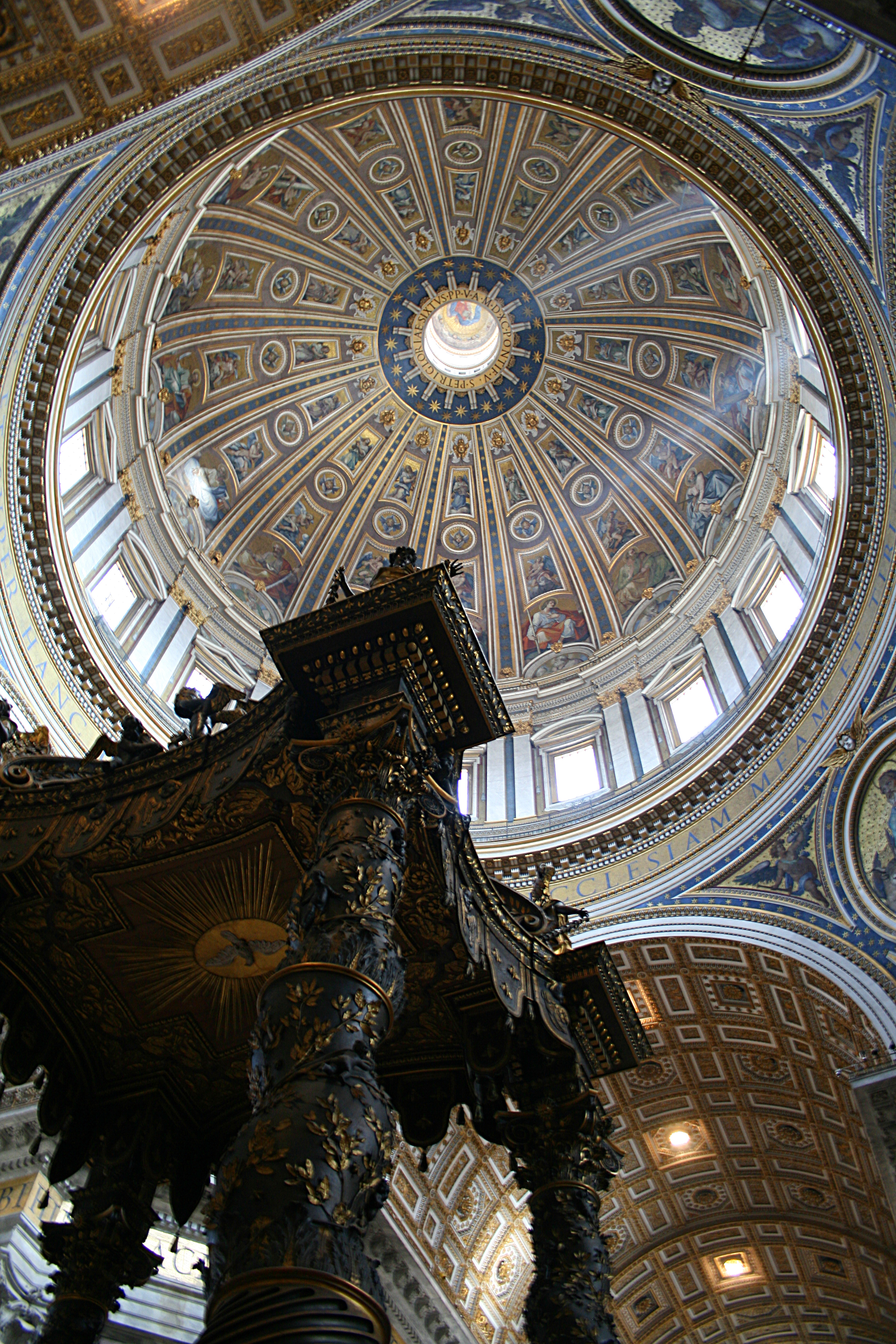
Купол был завершён Джакомо Делла Порта и Доменико Фонтана

Джакомо Делла Порта и Доменико Фонтана завершили постройку купола в 1590 году, в последний год правления Сикста V. Его преемник, Григорий XIV, был свидетелем завершения возведения фонаря купола, внутри которого была сделана надпись в честь Сикста V. При следующем папе, Клименте VIII, в мае 1593 года был установлен на место крест. Эта процедура заняла целый день и сопровождалась звоном колоколов всех церквей города. На концах крестовой поперечины были установлены две свинцовые шкатулки, в одну из которых поместили частицу Животворящего Креста и мощи Андрея Первозванного, а во вторую — медальон Агнца Божия.

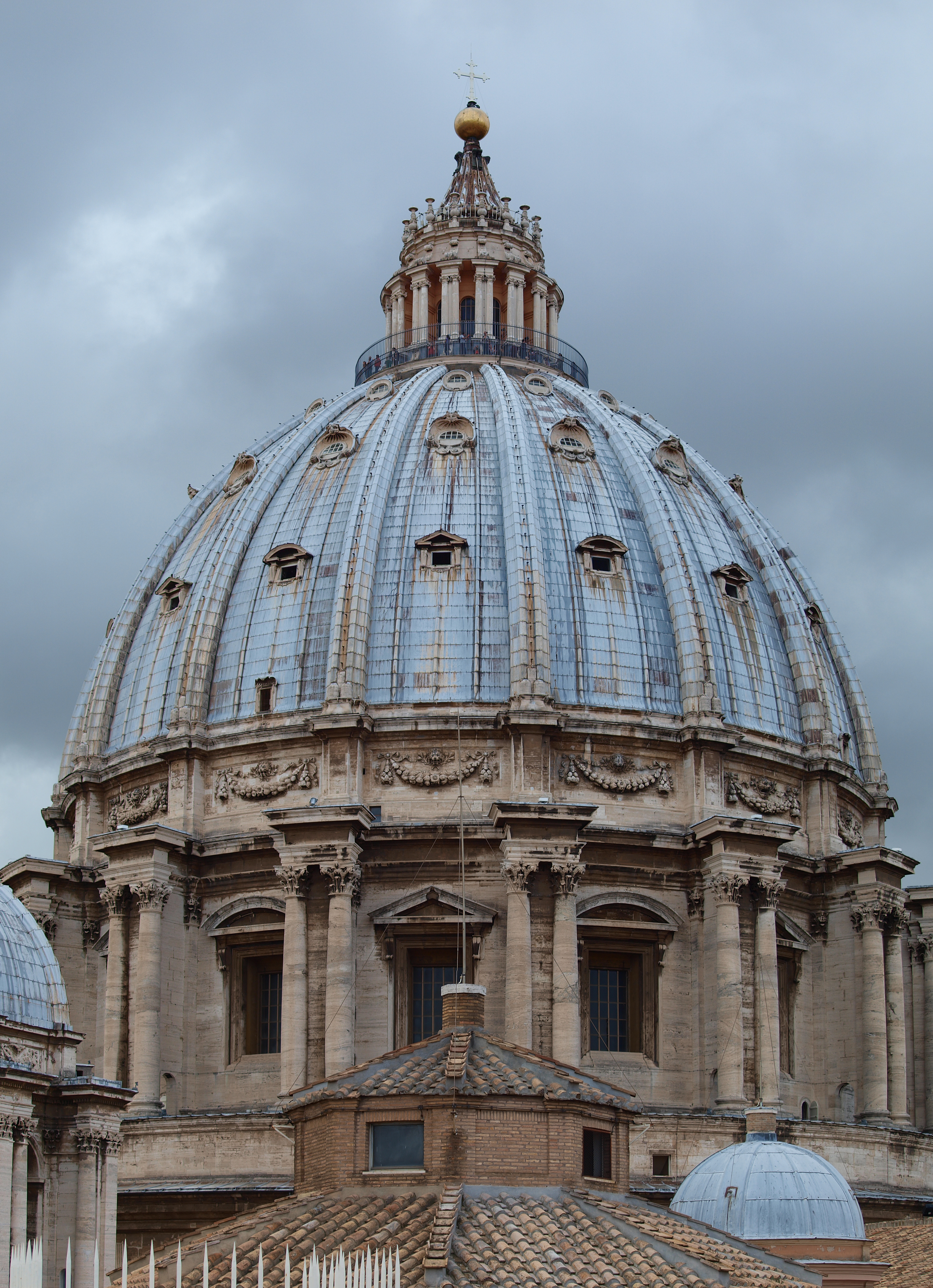
Современный вид купола

В середине XVIII века в куполе появились трещины, в связи с чем были смонтированы четыре металлические цепи между оболочками купола, обжимающие конструкцию. Всего в разные времена было установлено десять цепей, и наиболее ранняя, возможно, установлена по плану самого Микеланджело в качестве меры предосторожности, наподобие того как это было сделано Брунеллески во флорентийском соборе.
Вокруг внутренней окружности купола расположена надпись двухметровой высоты:
TU ES PETRUS ET SUPER HANC PETRAM AEDIFICABO ECCLESIAM MEAM ET TIBI DABO CLAVES REGNI CAELORUM
(...Ты — Пётр, и на сём камне Я создам Церковь Мою. ... и дам тебе ключи Царства Небесного... Мф. 16:18, 19.)
Внизу фонаря нанесено посвящение:
S. PETRI GLORIAE SIXTUS PP. V. A. M. D. XC. PONTIF. V.
(Во славу Святого Петра, папа Сикст V в год 1590, в пятый год понтификата.)

### Монументальные надгробия

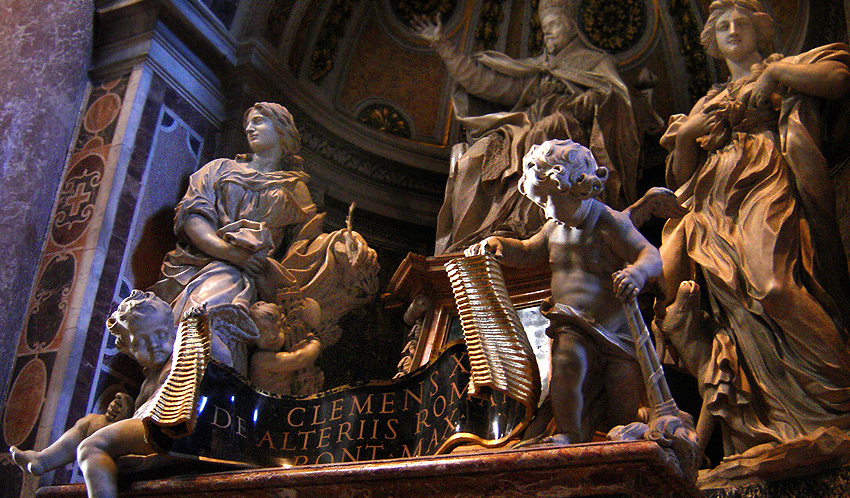
Надгробие папы Климента X. После 1676. Архитектор Маттиa де Росси
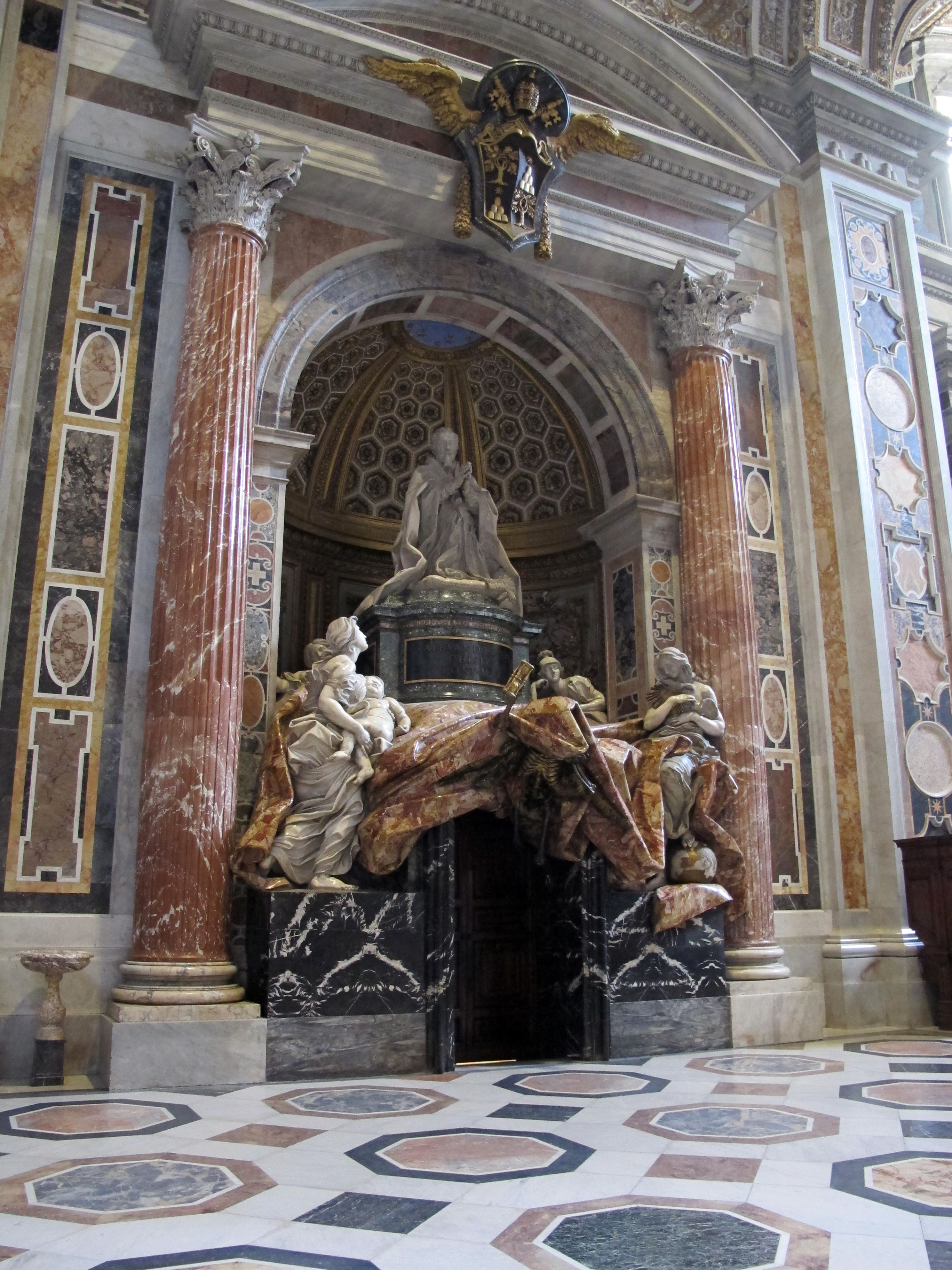
Надгробие папы Александра VII. 1672—1678. Скульптор Дж. Л. Бернини
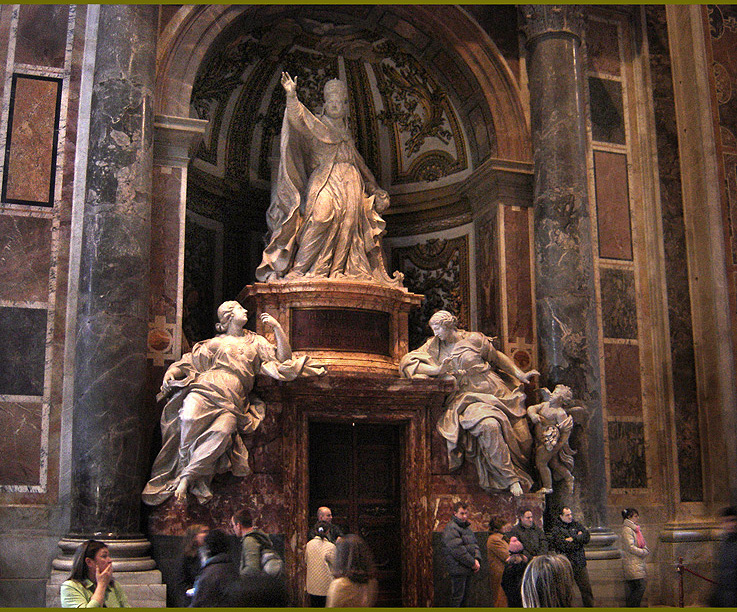
Гробница папы Бенедикта XIV. 1758. Скульптор П. Браччи
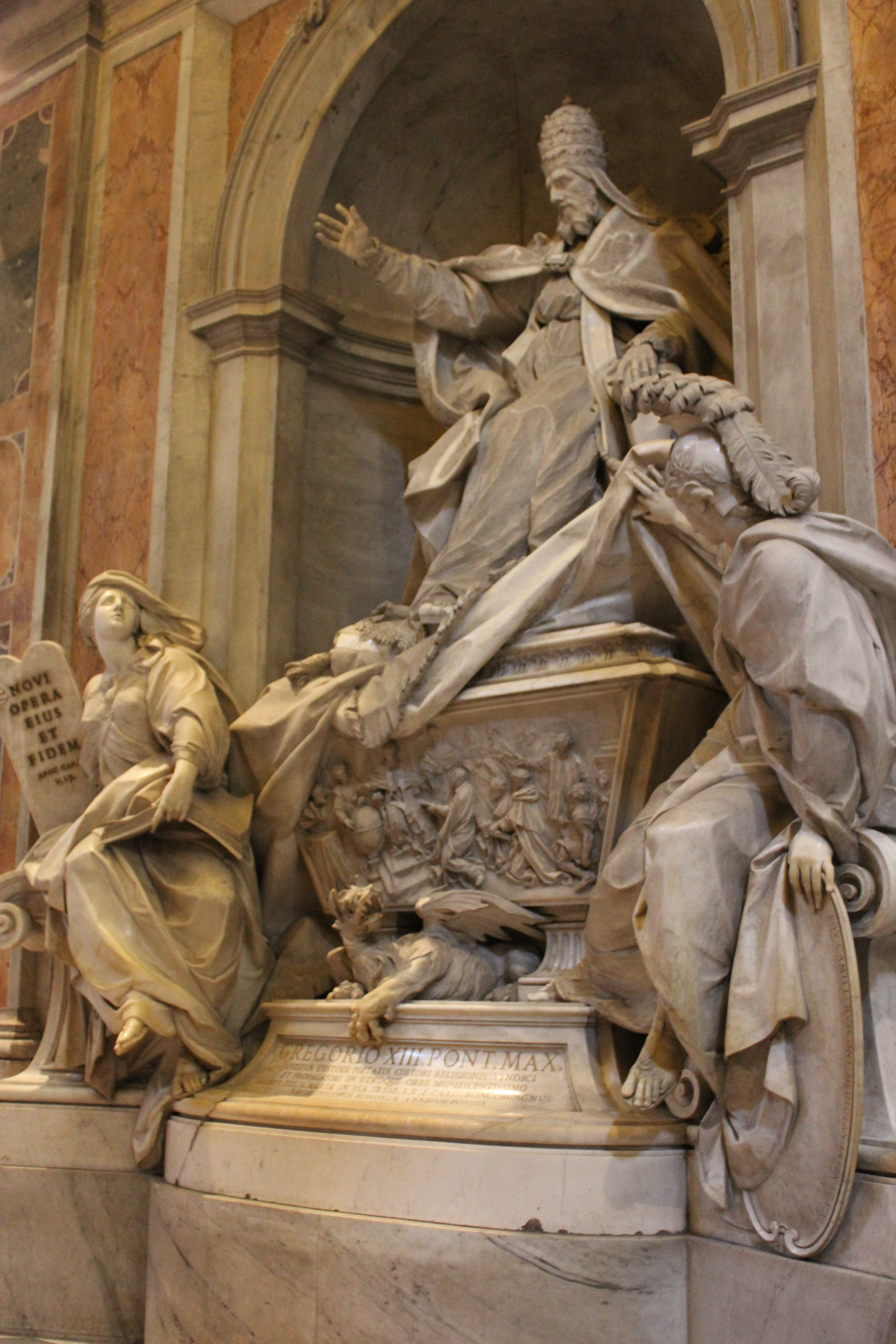
Надгробие папы Григория XIII. 1715–1723. Скульптор К. Рускони
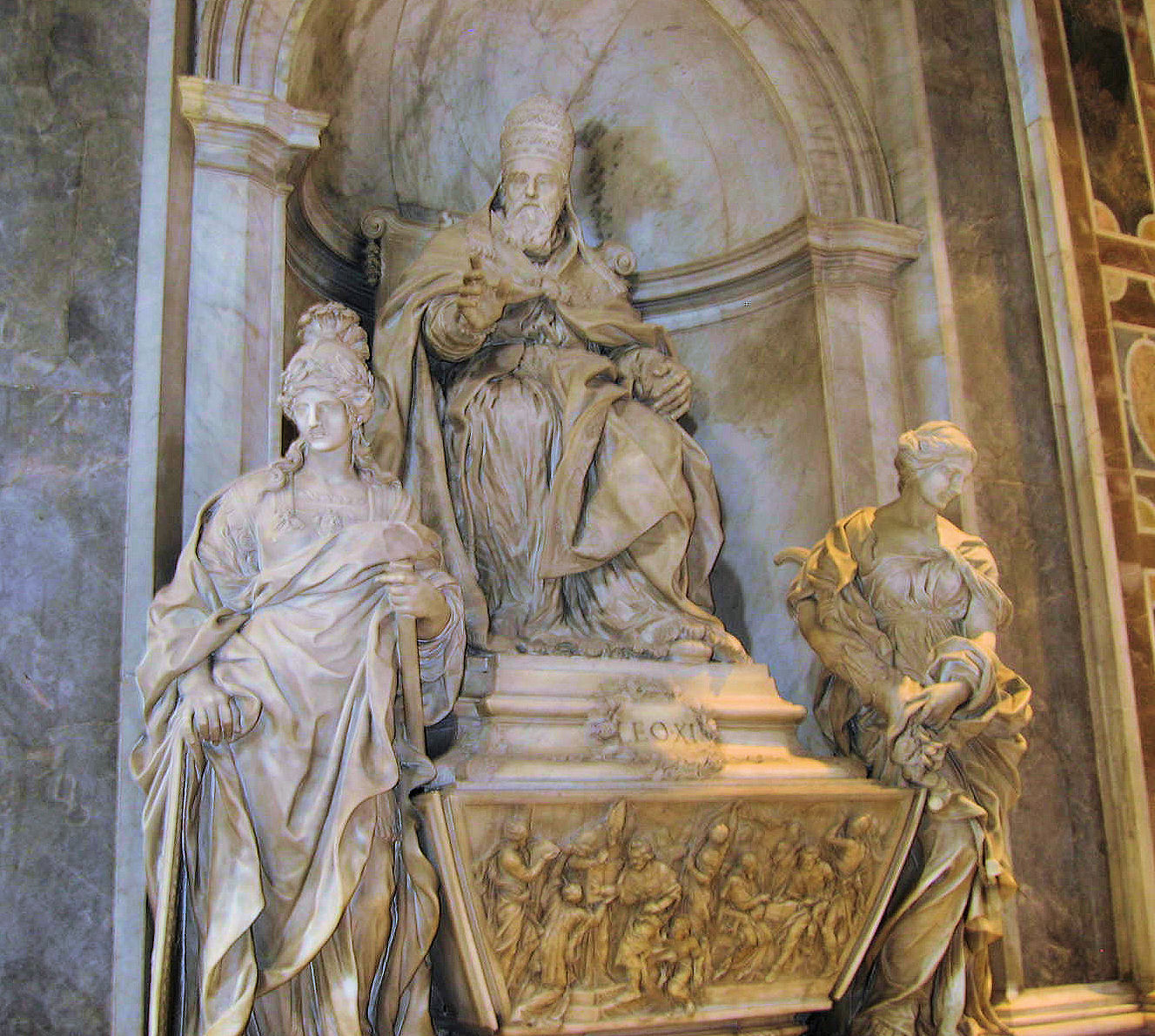
Надгробие папы Льва XI. 1644. Скульптор А. Альгарди
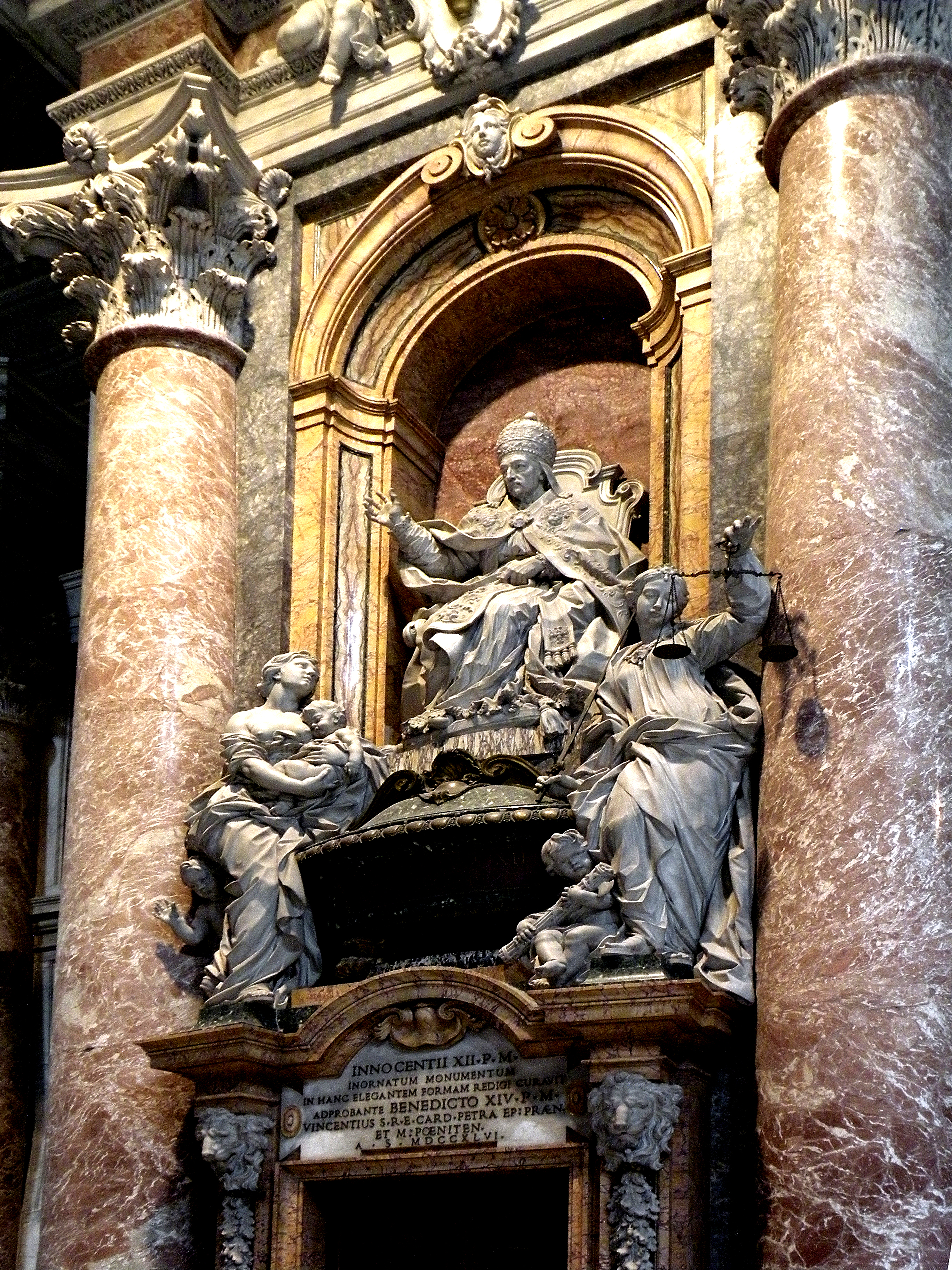
Памятник папе Иннокентию XII. После 1700. Скульптор Ф. Делла Валле
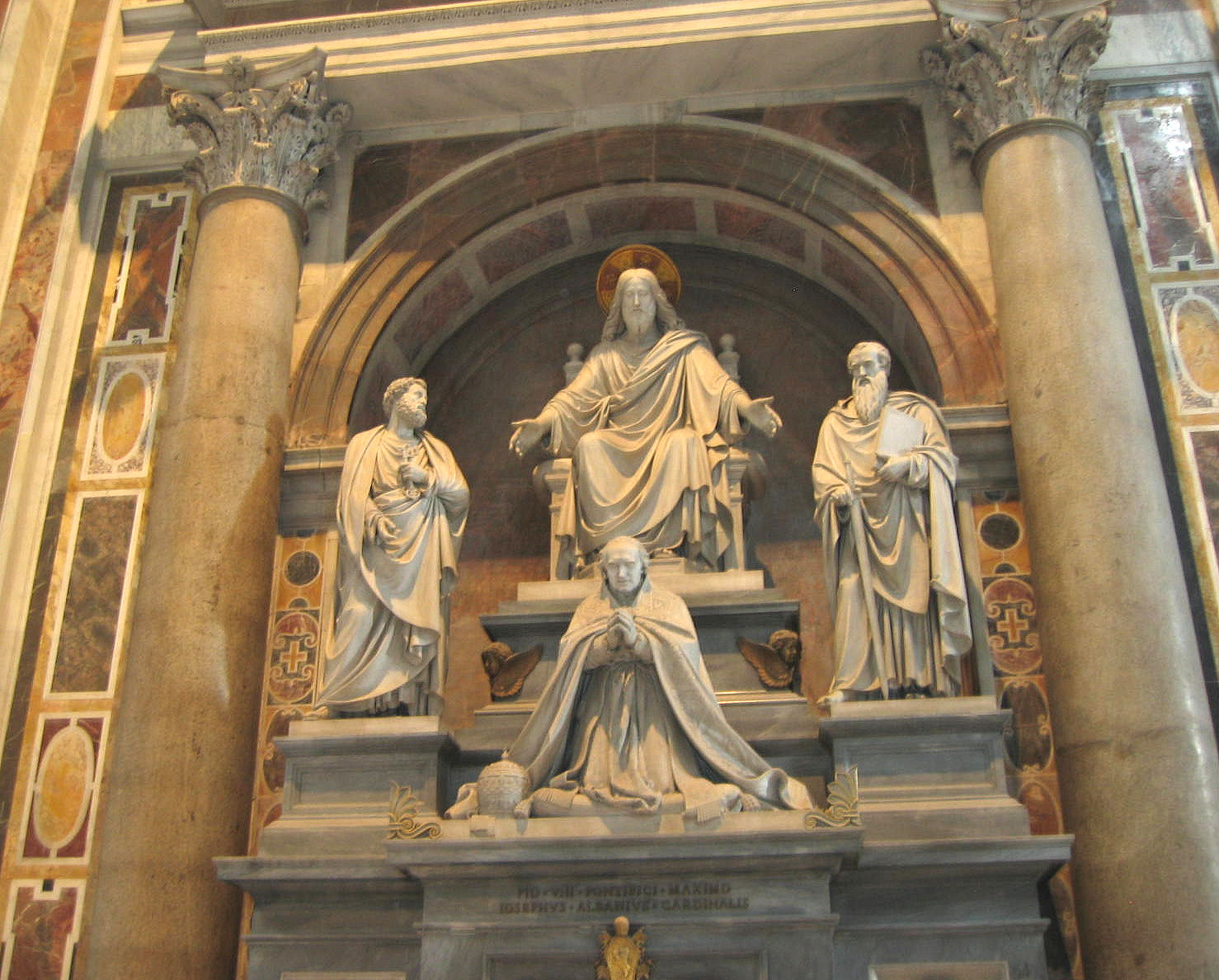
Надгробие папы Пия VIII. 1853—1866. Скульптор П. Тенерани
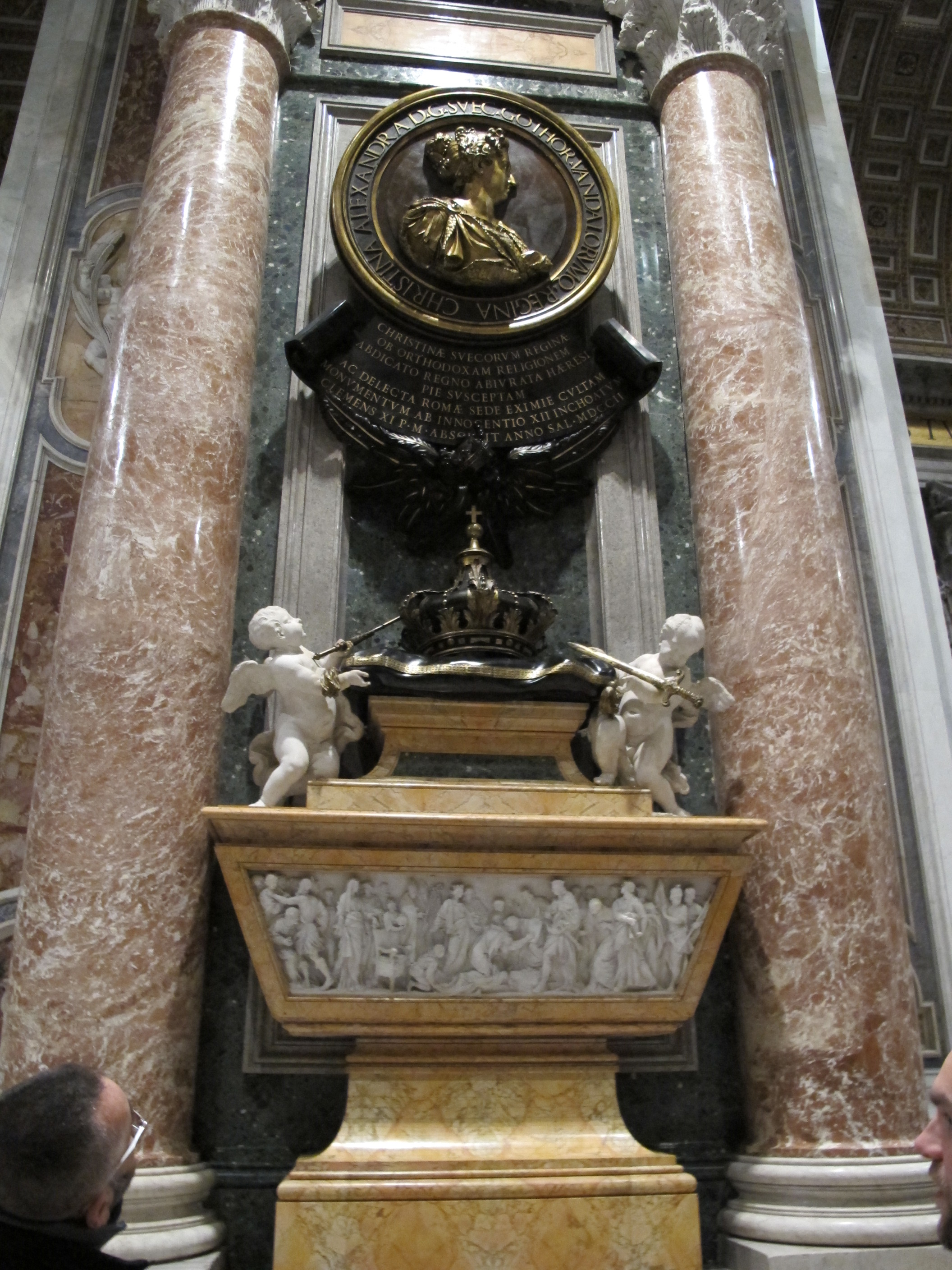
Надгробие королевы Кристины Шведской. 1702. Архитектор К. Фонтана
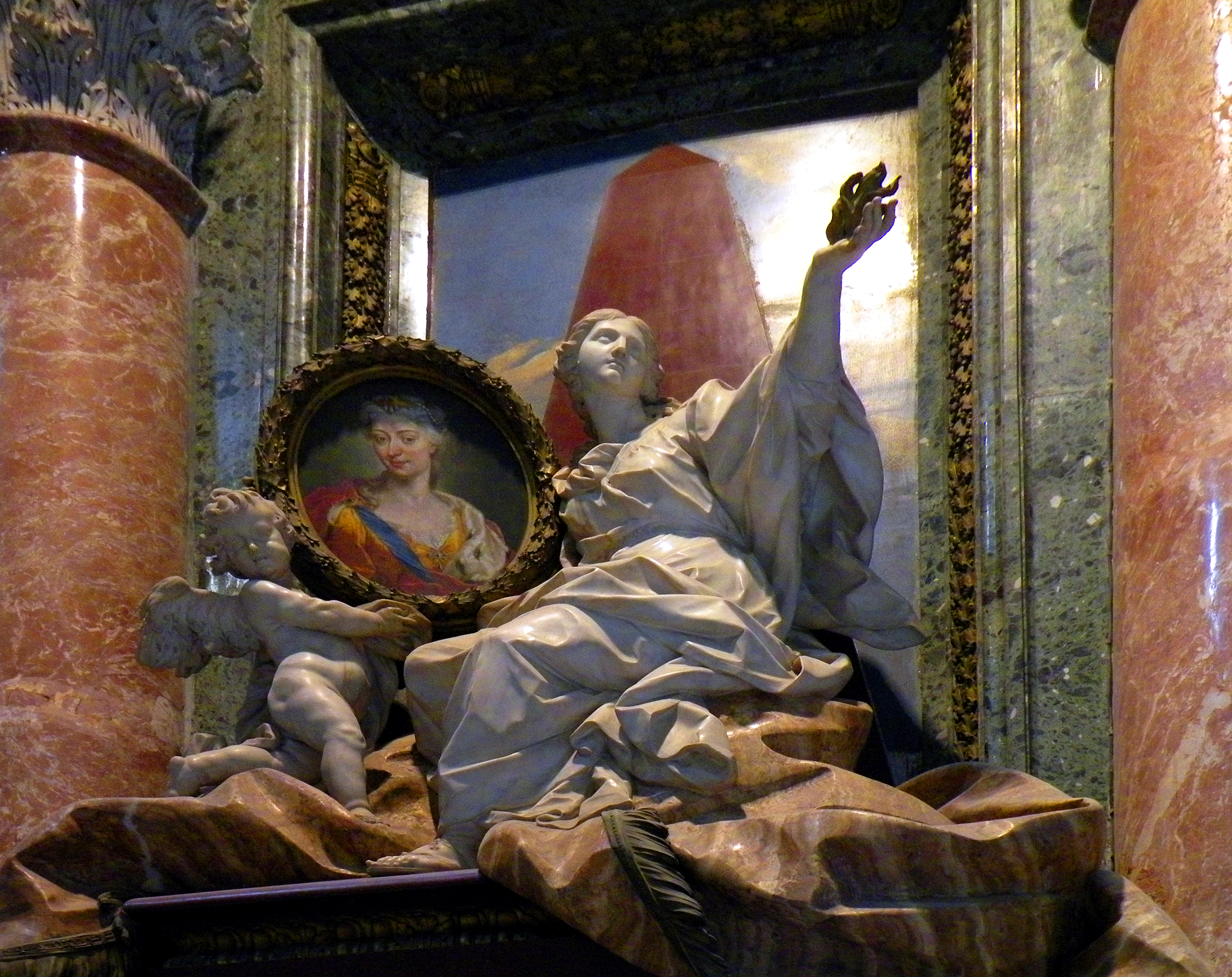
Памятник Марии Собесской. 1742. Скульптор П. Браччи
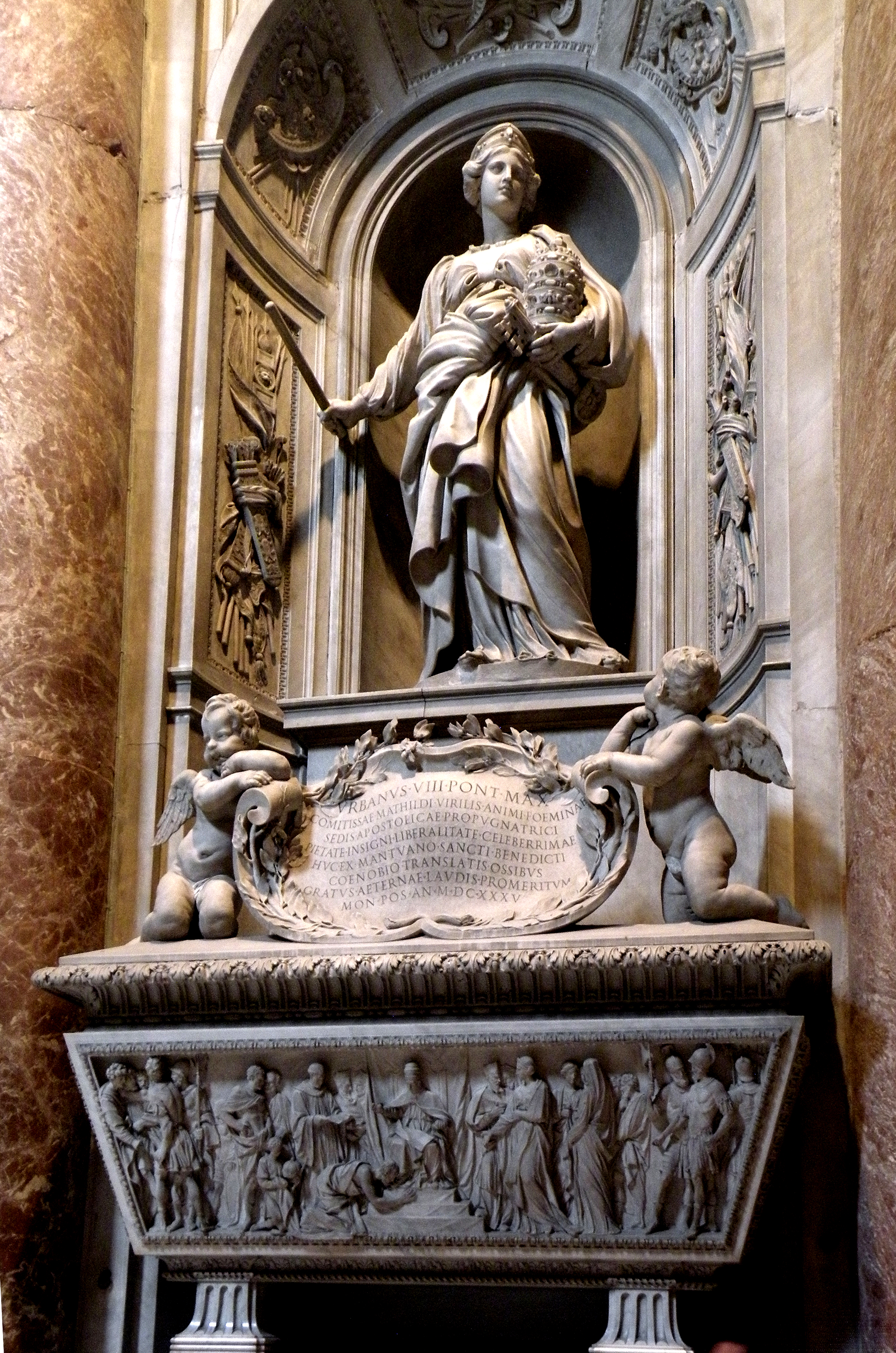
Гробница Матильды Тосканской. 1644. Скульптор Дж. Л. Бернини
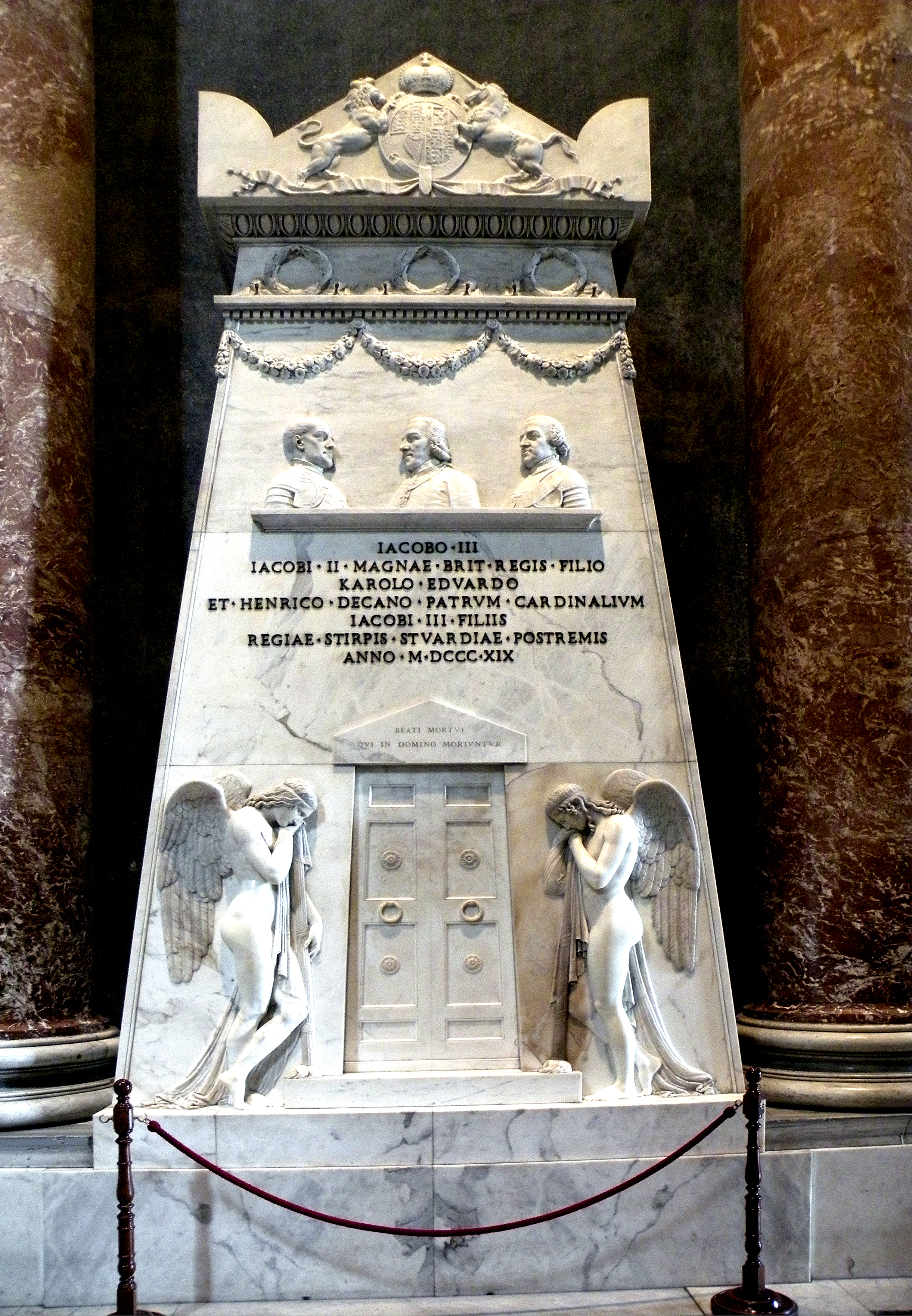
Памятник последним Стюартам. По модели А. Кановы

## Архипресвитеры собора Святого Петра с 1053 года
Список архипресвитеров Собора Святого Петра:
- Джованни (1053);
- Деусдедит (1092);
- Аццо (1103—1104);
- Рустико де Рустичи (ок. 1128—1131?);
- Гриффоне (1138—1139);
- Пьетро (ок. 1140?—1144);
- Бернард (1145?—1176?);
- Джованни да Сутри (1176/78—1180);
- Гильом Шампанский (1185—1198);
- Уголино ди Сеньи (ок. 1198—1206);
- Гвидо Пьерлеони (1206/7—1228);
- Стефано Конти (1229—1254);
- Риккардо Аннибальди (1254—1276);
- Джованни Гаэтано Орсини (18 октября 1276 — 25 ноября 1277);
- Маттео Орсини Россо (1277 или 1288—1305);
- Наполеоне Орсини Франджипани (1306—1342);
- Аннибальдо ди Чеккано (1342—1350);
- Гийом де Ла Жюжи (1362—1365);
- Ринальдо Орсини (1366—1374);
- Юг де Сен-Марсиаль (1374—1378);
- Филипп Алансонский (1378—1397);
- Кристофоро Марони (1397—1404);
- Анджело Аччайоли (1404—1408);
- Антонио Кальви (1408—1411);
- Педро Фернандес де Фриас (1412—1420);
- Антонио Коррер (1420—1434);
- Джордано Орсини (1434—1438);
- Джулиано Чезарини (1439—1444);
- Пьетро Барбо (1445—1464);
- Ричард Оливье де Лонгвиль (1464—1470);
- Джованни Баттиста Дзено (1470—1501);
- Хуан Лопес (1501);
- Ипполито I д’Эсте (1501—1520);
- Марко Корнаро (1520);
- Франчотто Орсини (1520—1530);
- Франческо Корнаро (1530—1543);
- Алессандро Фарнезе (1543—1589);
- Джованни Эванджелиста Паллотта (1589—1620);
- Шипионе Каффарелли-Боргезе (1620—1633);
- Франческо Барберини старший (1633—1667);
- Карло Барберини (1667—1704);
- Франческо Нерли (1704—1708);
- Аннибале Альбани (1712—1751);
- Генрих Бенедикт Стюарт (1751—1807);
- Ромоальдо Браски-Онести (1807—1817);
- Алессандро Маттеи (1817—1820);
- Пьерфранческо Галеффи (6 мая 1820 — 18 июня 1837);
- Джакомо Джустиниани (1 июля 1837 — 24 февраля 1843);
- Марио Маттей (11 марта 1843 — 7 октября 1870);
- Никкола Парраччани Кларелли (8 октября 1870 — 7 июля 1872);
- Эдоардо Борромео (10 июля 1872 — 30 ноября 1881);
- Эдуард Генри Говард (12 декабря 1881 — 16 сентября 1892);
- Франческо Риччи Параччани (6 октября 1892 — 9 марта 1894);
- Мариано Рамполла дель Тиндаро (21 марта 1894 — 16 декабря 1913);
- Рафаэль Мерри дель Валь (12 января 1914 — 26 февраля 1930);
- Эудженио Пачелли (25 марта 1930 — 2 марта 1939);
- Федерико Тедескини (14 марта 1939 — 2 ноября 1959);
- Доменико Тардини (14 ноября 1959 — 30 июля 1961);
- Паоло Марелла (14 августа 1961 — 8 февраля 1983);
- Аурелио Сабаттани (8 февраля 1983 — 1 июля 1991);
- Вирджилио Ноэ (1 июля 1991 — 24 апреля 2002);
- Франческо Маркизано (24 апреля 2002 — 31 октября 2006);
- Анджело Комастри (31 октября 2006 — 20 февраля 2021);
- Мауро Гамбетти (20 февраля 2021 — по настоящее время).